# Odesa
Odesa (en ruso: Одéсса, AFI: [ɐˈdʲesə]; en ucraniano: Одéса, pronunciado [ɔˈd̪ɛsɐ] (escucharⓘ)) es la tercera mayor ciudad de Ucrania y el centro administrativo del óblast de Odesa, con una población de 1 000 000 habitantes. La ciudad cuenta con el puerto comercial marítimo más grande de Ucrania, y su estilo arquitectónico, influido por el francés y el italiano, da un aire mediterráneo a la ciudad, que a menudo es denominada «la Perla del Mar Negro». Debajo de la ciudad hay una gran red de pasajes subterráneos y laberintos, las catacumbas de Odesa, que están entre las más extensas del mundo, con una longitud de túneles de aproximadamente 2500 kilómetros.
Los primeros asentamientos en la ciudad se establecieron aproximadamente entre del siglo VII a. C. y el siglo III a. C. por marineros de la antigua Grecia. El asentamiento fue tomado por la Horda Dorada en el año 1256 y más tarde, alrededor del año 1324, la costa fue tomada por el Gran Ducado de Lituania, que en ese momento comenzó la construcción de una fortaleza en el asentamiento. Odesa entonces se llamaba Kotsubíyiv. El Gran Ducado de Lituania perdió el control del asentamiento, que más tarde sería tomado por diversos estados. El Imperio otomano renombró el asentamiento con el nombre de Jadsibey.
El 25 de septiembre de 1789, el asentamiento fue conquistado por tropas de los cosacos del mar Negro al mando del Koshovýi otamán Antín Holovaty y tropas del Imperio ruso al mando del vicealmirante José de Ribas, tras esto, el asentamiento se renombró a Odesa y recibió el estatus de ciudad dentro del imperio. Entre 1819 y 1859, la ciudad hizo la función de «porto-franco», que contribuyó a su rápido desarrollo económico.
Tras la derrota de la República Popular Ucraniana en la guerra de Independencia de Ucrania en 1921, Odesa quedó bajo la influencia del gobierno comunista de la RSS de Ucrania hasta la disolución de la Unión Soviética el año 1991, cuando pasó a formar parte de la Ucrania independiente.
El centro histórico de Odesa desde el año 2009 estuvo en la lista preliminar de sitios del Patrimonio Mundial de la UNESCO. En enero de 2023, fue declarado como Patrimonio Mundial en Peligro.

## Nombre y simbología

### Nombre
La ciudad antiguamente era conocida como Kotsubíyiv o Istrian. Fue renombrada como Odesa tras su toma por el Imperio ruso conforme con el Proyecto griego de Catalina II de Rusia, a partir de la antigua ciudad griega de Odessos, que se creía erróneamente que se encontraba aquí, estando en realidad en Varna (Bulgaria). Odesa se encuentra entre las antiguas ciudades griegas de Tyras y Olbia.
La denominación de la ciudad deviene del griego antiguo Ὀδησσός Odēssós. En ucraniano la ciudad se denomina Одеса – Odesa, como también en español, de acuerdo con las reglas ortográficas del español. En ruso la ciudad se denomina Одесса – Odessa. En las lenguas túrquicas se la denomina Adés, que es un nombre alternativo de la ciudad.
Odesa también recibe el nombre de la «perla del Mar Negro» o la «Capital del Sur».

### Simbología
Los colores de la bandera y el escudo de Odesa son el rojo, el blanco y el amarillo con un tono dorado. El escudo de la ciudad es un anzuelo y el logotipo de la ciudad es el mismo anzuelo pero en forma de ancla, haciendo referencia al puerto de la ciudad.

Escudo de Odesa
Bandera de Odesa
Logotipo de Odesa

## Historia
| Pertenencias históricas - Fundación: Fecha desconocida - Estatus de ciudad: 1789 - Horda de Oro: 1256-1350 - Horda azul: 1350~1400 - Gran Ducado de Lituania: ~1400-1475 - Imperio otomano: 1475-1789 - Imperio ruso: 1789-1917 - Ucrania: 1917-1918 - II Hetmanato: 1918 - Ucrania: 1918-1921 - RSS de Ucrania: 1921-1991 - Ucrania: desde 1990 |

Los primeros asentamientos humanos en esas tierras se remontan a la Edad de Piedra, a 30 000 a. C. A principios del primer milenio a. C. el territorio del litoral norte del mar Negro lo poblaron los cimerios a los que reemplazaron los escitas. A las orillas de la bahía de Odesa en tiempos de la antigua Grecia ya existían varias poblaciones. La más grande era la colonia milesia de Boristenes (Βορυσθένης), fundada en 647 a. C., la que visitó cerca del 460 a. C. Heródoto, el gran historiador de la Antigüedad, que se interesaba por los pueblos que vivían en los vastos terrenos al norte del mar Negro tales como los escitas, los sármatas y las legendarias mujeres guerreras llamadas amazonas. Durante algún tiempo la ciudad de Borístenes fue la sede de los reyes escitas. Pero el área del actual casco viejo de la ciudad lo ocupaba el Puerto de Istrianos (Ιστριανών λιμήν), una población griega que se dedicaba, en su mayor parte, al comercio de cereales, miel, vino y esclavos. Las huellas de la antigua cultura griega se encuentran en casi todas partes, desde el puerto y el bulevar Primórskiy hasta la plaza Griega, en el monte Zhivájova y en los suburbios.
Entre los siglos II-IV la zona perteneció al Imperio romano como una parte de las provincias primero Dacia, luego Mesia Inferior.
Se supone que la principal causa de la decadencia de la villa fue por la invasión de las tribus godas provenientes del norte, que a mediados del siglo III, junto con los alanos, que vivían al norte del mar de Azov, devastaron los pueblos griegos de la costa septentrional del mar Negro. No está atestiguado, pero es probable que en esas tierras los godos por primera vez se encontrasen con la desarrollada cultura grecorromana y el cristianismo. De ello resultó su cristianización y la aparición del alfabeto godo, el primer alfabeto europeo creado a partir del latín.  Del conflicto entre el paganismo germano y el cristianismo resultó que esta zona del litoral norte de mar Negro dio a la iglesia cristiana muchos mártires por la fe, de origen godo.
En 375, los godos, expulsados por los hunos, retrocedieron bajo la protección romana a las provincias balcánicas. Los hunos borraron los restos de las ciudades helénicas, abriendo paso a otros pueblos nómadas a las grandes estepas: ávaros, búlgaros, húngaros, jázaros, pechenegos, polovtsianos, que dominaron en esas tierras sucesivamente del siglo IV al XIII. Entre los siglos IX y XI también se establecieron en ese territorio tribus sedentarias eslavas.
En la segunda mitad del siglo XIII, el territorio cae bajo el dominio del imperio de Batu Kan, la Horda de Oro. En ese tiempo en el mapa del área aparece la escala mercantil genovesa llamada Ginestra. Los jefes mongolo-tártaros favorecían a los genoveses, por tener intereses comunes en el comercio de esclavos.
Desintegrada en el siglo XIV la Horda, el litoral norte del mar Negro pasó al Gran Ducado de Lituania y se construyó un fuerte de madera que dominaba sobre la bahía. Pero el Ducado no supo mantener lo adquirido. Desde el siglo XV, el territorio estuvo poblado por tártaros seminómadas y griegos en pequeños pueblos costeros. La horda de Gran Nogái, kanato tártaro independiente hasta 1475, cayó bajo el dominio del Imperio otomano.
Según el testimonio del séquito del rey sueco Carlos XII, que fue derrotado por el zar ruso Pedro el Grande en la batalla de Poltava y huía a Moldavia, en 1709 encontraron allí sólo una «miserable aldea». En 1765, cerca de ella se construye una pequeña fortaleza turca de Yení Dunyá, la que el pueblo empezó a llamarse de la misma manera que el cercano pueblecillo grecotártaro de Jadsibey.
Después de dos guerras ruso-turcas, iniciadas por Catalina la Grande en la segunda mitad del siglo XVIII, el territorio fue unido al Imperio ruso. Al rayar el alba del 14 de septiembre de 1792, el destacamento de tropas rusas y de cosacos del mar Negro, bajo el mando del conde José de Ribas, tomó definitivamente el fuerte de Yení Dunyá, es decir, de Jadsibey. El famoso crítico literario, periodista y filósofo ruso del siglo XIX Visarión Belinski llamó a Odesa «la tercera de las ciudades rusas» por su importancia, mientras el poeta Aleksandr Pushkin la caracterizó como «la más europea de las ciudades rusas».

### Imperio ruso

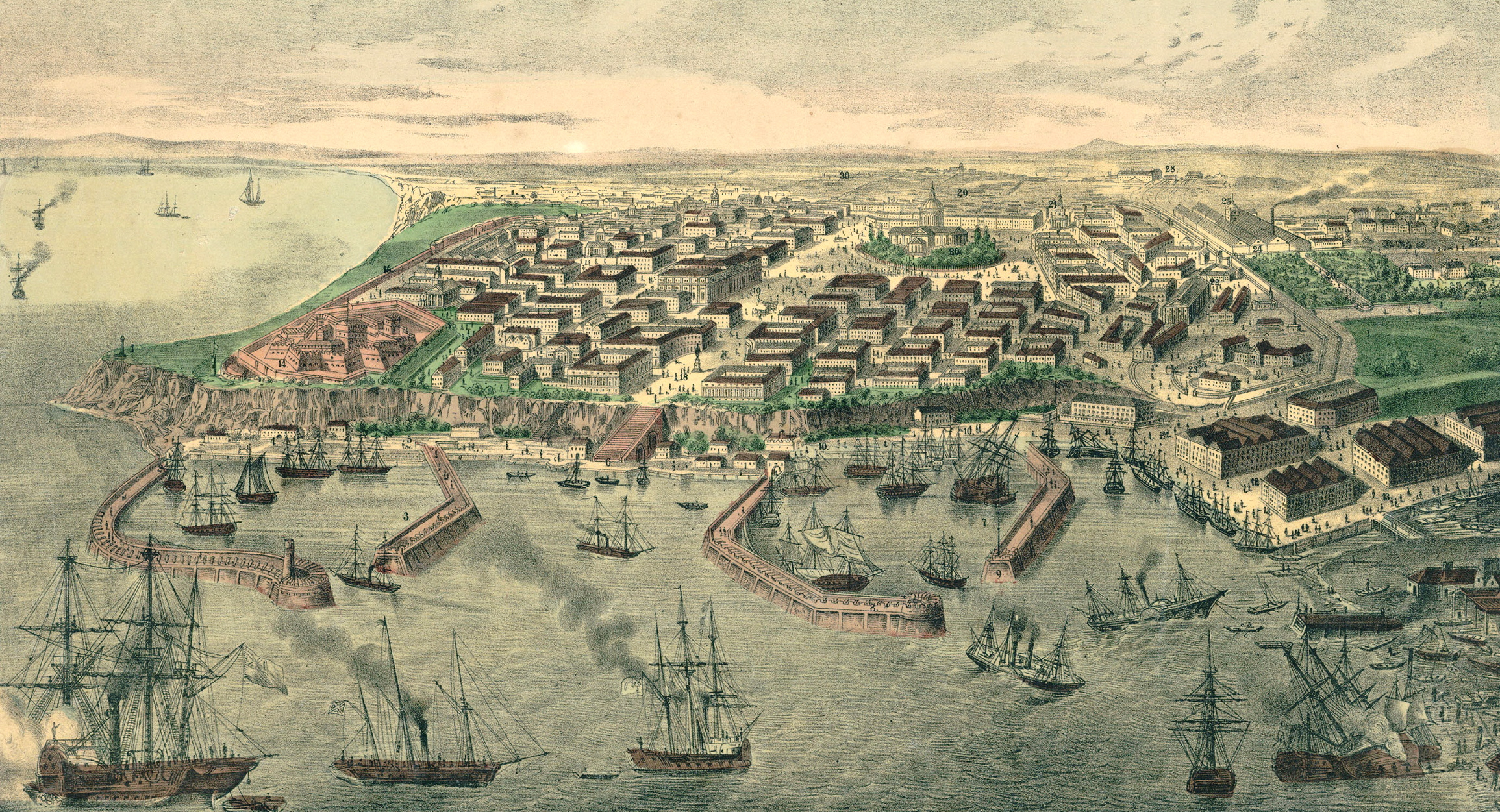
Mapa de Odesa en 1850

La ciudad y el puerto de Odesa obtuvieron el estatus de ciudad en 1794, por un decreto de Catalina la Grande como la principal puerta marítima del sur del Imperio ruso. La iniciativa fue del español nacido en Nápoles (y vicealmirante de la Armada Imperial Rusa) conde José de Ribas que dirigió la construcción de la ciudad, de la fortaleza y del puerto, diseñados por el ingeniero neerlandés Franz de Volán. El nombre elegido para la ciudad fue el de la antigua colonia griega de Odessos (Οδησσός) y en 1795, la emperatriz le cambió el género al femenino, Odesa. El rápido desarrollo y el florecimiento de Odesa se deben principalmente a la actividad y buen gobierno de los padres de la ciudad: el conde J. de Ribas, el ingeniero militar F. de Volán, el duque de Richelieu, el conde L. Langerón, y el conde Mijaíl Vorontsov.

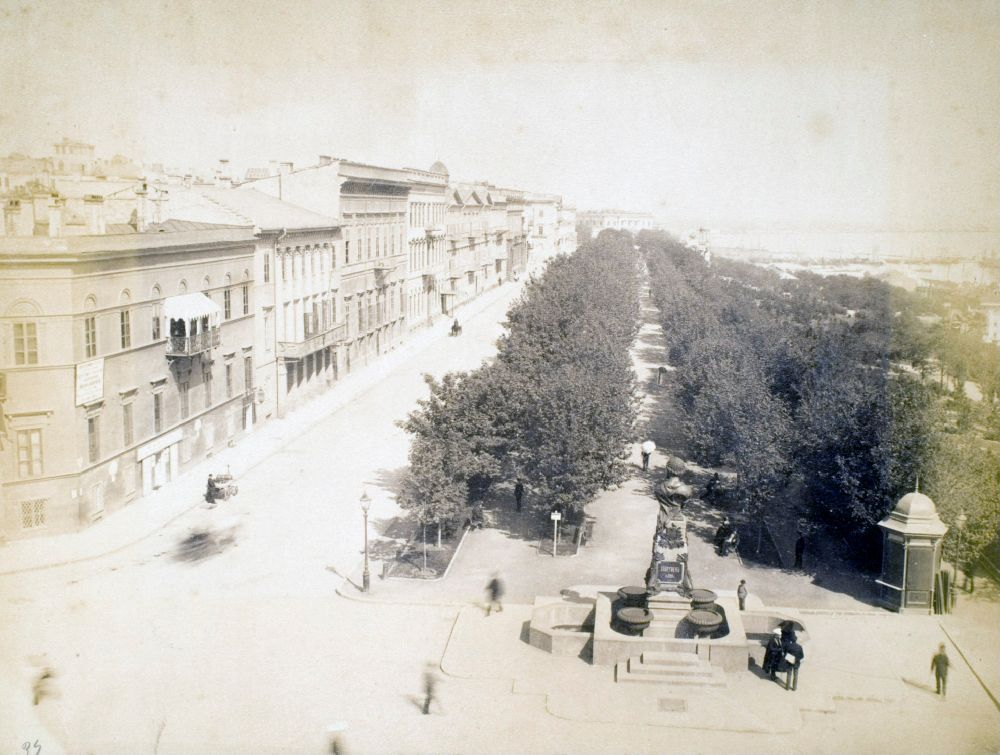
Monumento a Pushkin, Odesa, Department of Image Collections, National Gallery of Art Library, Washington D. C.

Durante los años 1823-1824, el poeta Aleksandr Pushkin vivió y escribió en Odesa. Sus «Cartas» cuentan como Odesa fue la gran ciudad rusa «donde todo a Europa huele y respira...», y donde se puede hablar francés y leer prensa europea. Desde aquel entonces la ciudad se convirtió en una Meca para artistas, científicos y otros intelectuales de fama mundial, lugar de veraneo predilecto de la nobleza, rusa y polaca en su mayor parte.

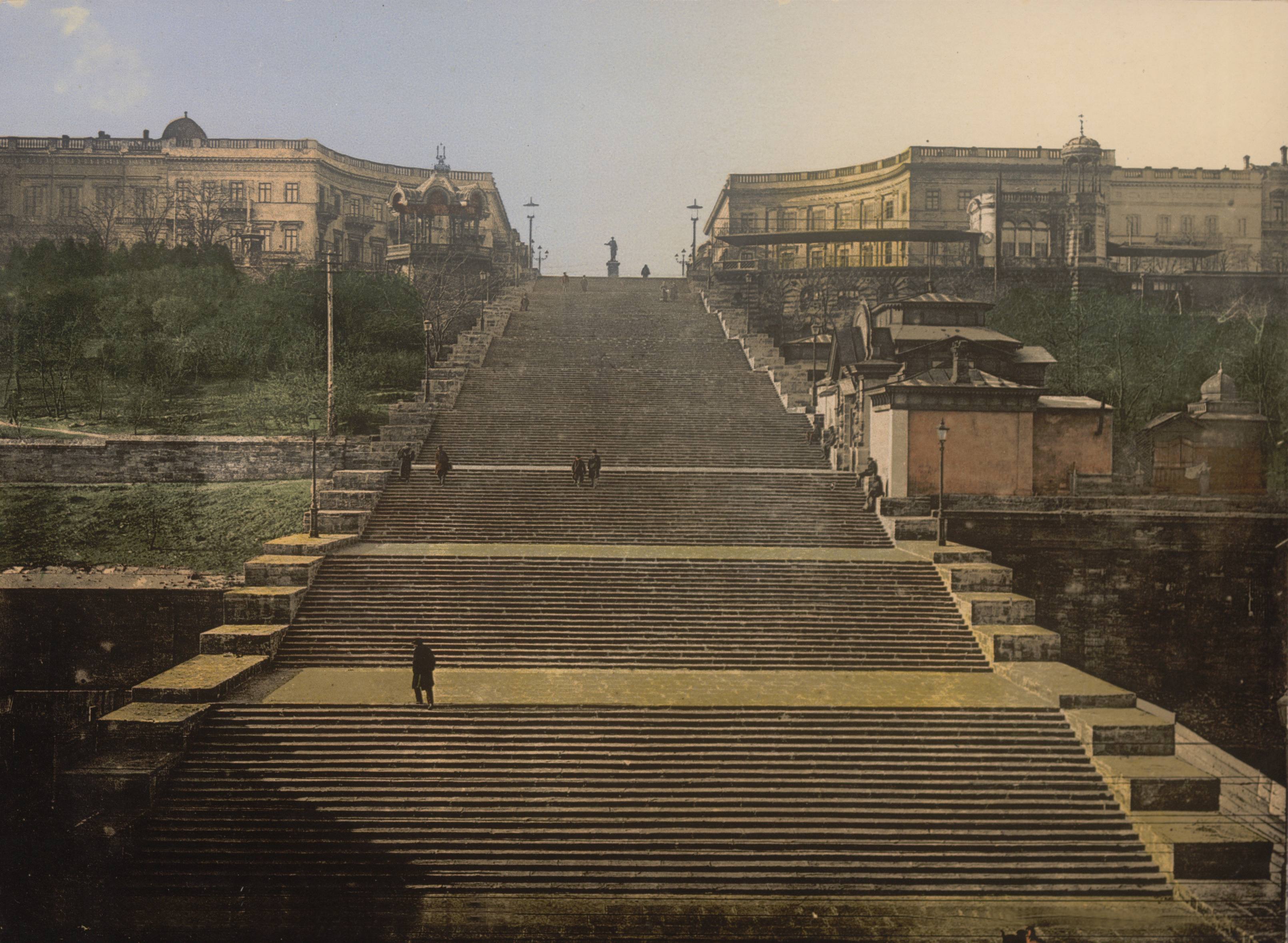
La Escalera Potiomkin, uno de los símbolos de Odesa

Durante la Guerra de Crimea, en abril de 1854, Odesa fue bombardeada por fuerzas navales británicas y francesas con un intento de desembarco, pero sin éxito, debido a una fuerte resistencia de los ciudadanos y la reacción inmediata en su defensa de parte de la prensa europea.
A comienzos del siglo XX, Odesa llegó a ser la cuarta ciudad del Imperio ruso, por su tamaño e importancia (después de Moscú, San Petersburgo y Varsovia), y fue considerada una de las ciudades más confortables de Europa. Tenía comunicación ferroviaria y marítima, electricidad, teléfono, agua corriente, alcantarillado, las calles mejor pavimentadas de Europa (acudían especialistas americanos para conocer su tecnología), transporte municipal, hospitales y ambulancia, balnearios, la Universidad, institutos y liceos, cinco bibliotecas privadas y dos públicas, museos, la Ópera (los espectáculos se daban en ruso, polaco, alemán, italiano y francés), teatros y cines, hipódromo, parques, hoteles de lujo, cerca de mil cafés y restaurantes, y buena compañía de ricos y nobles de toda Europa.
En 1905, Odesa vivió una revolución de trabajadores. El famoso largometraje El acorazado Potemkin del director Serguéi Eisenstein hace referencia a este evento, e incluye una de las escenas más famosas de la historia del cine, donde cientos de civiles son asesinados en una escalera de piedra. La masacre nunca ocurrió en la realidad, pero la película terminó convenciendo a muchas personas de que había sido real y durante muchas décadas los escalones de Odesa han sido una atracción turística de Odesa.

### Revolución ucraniana

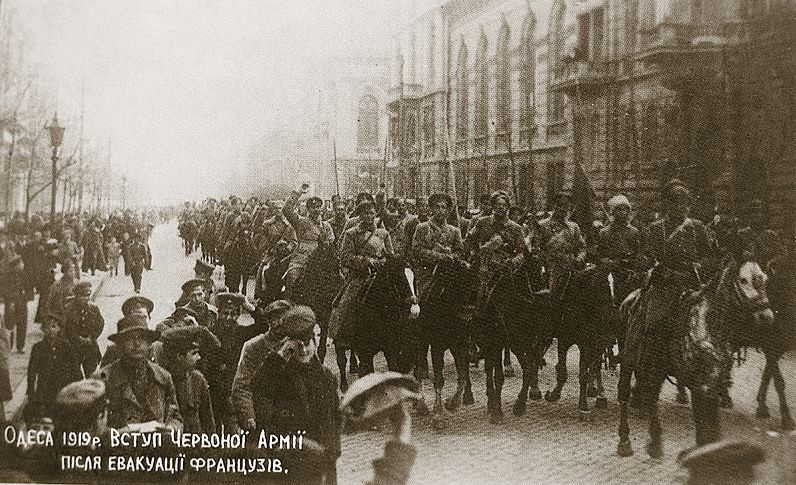
Entrada del Ejército Rojo en la ciudad, 1919

Durante la guerra de independencia de Ucrania (1917-1921), la ciudad formaba parte de la República Popular Ucraniana. En 1918, los bolcheviques tomaron la ciudad y autoproclamaron la República Soviética de Odesa, que existió durante tres meses, antes de ser ocupada de nuevo por la República Popular Ucraniana. El 7 de febrero de 1920, el Ejército Rojo tomaba Odesa y, a finales de 1921, Ucrania perdía la guerra de independencia. De esta manera, la ciudad pasó a formar  parte de la República Socialista Soviética de Ucrania, fundada por los bolcheviques en 1919. En 1922, la RSS de Ucrania se incorporó a la Unión Soviética mediante el Tratado de Creación de la URSS.

### Segunda Guerra Mundial

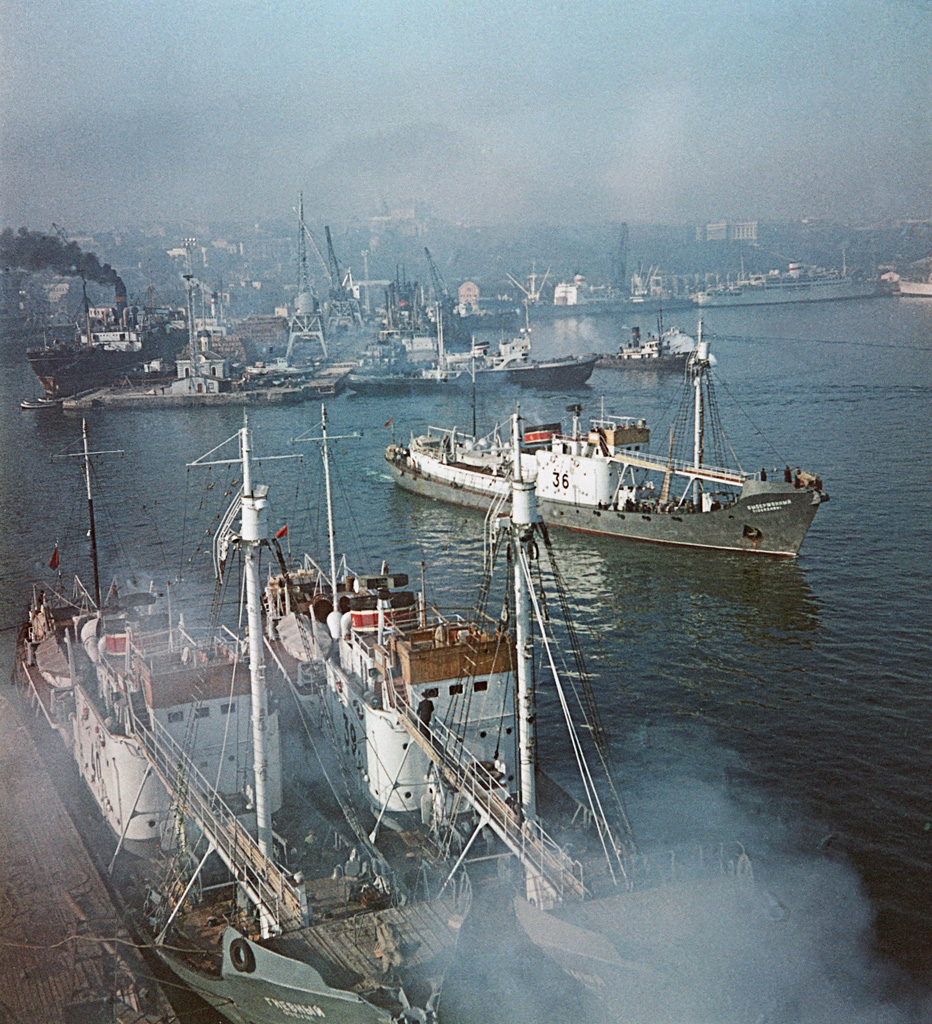
Buques estacionados en Odesa, el mayor puerto de la URSS en 1960.

Entre 1941-1944 la ciudad fue ocupada por fuerzas rumanas y alemanas, excepto su parte subterránea donde continuaba la resistencia. En los primeros meses de ocupación, aproximadamente 280.000 personas (la mayoría judíos) fueron asesinadas o deportadas. Odesa fue liberada por el Ejército Rojo el 10 de abril de 1944.
Odesa llegó a ser la primera ciudad europea que dio una resistencia fuerte y duradera a las tropas hitlerianas, siendo asediada por ellas durante 73 días hasta su abandono por las tropas soviéticas conforme a la orden de Stalin. Por el heroísmo de los ciudadanos en 1945 Odesa recibió el título de Ciudad heroica.

### Posguerra
Durante los años 1960 y 1970, la ciudad creció rápidamente y llegó a ser uno de los centros industriales más importantes de la URSS.
Tras el intento de golpe de Estado en la Unión Soviética producido en Moscú entre el 19 y 21 de agosto de 1991, el 24 de agosto el Parlamento ucraniano aprobaba la Declaración de Independencia de Ucrania que establecía a Ucrania como un Estado independiente y democrático. Tras la disolución de la Unión Soviética el 25 de diciembre,
Ucrania se convirtió en un estado independiente al igual que todas las repúblicas de la Unión Soviética.

## Gobierno y política

### Administración
La ciudad está administrada por el Ayuntamiento de Odesa, que consta de 64 diputados elegidos por los habitantes de la ciudad cada 5 años. Desde mayo de 2014, el alcalde de la ciudad es Hennadiy Trujánov.

### Organización territorial
La ciudad está dividida en 4 raiones o distritos:
| Raión              | Nombre ucraniano    |
| ------------------ | ------------------- |
| Raión de Perésyp   | Пересипський район  |
| Raión de Kiev      | Київський район     |
| Raión de Jadzhibey | Хаджибейський район |
| Raión de Prymórski | Приморський район   |

### Relaciones internacionales
La ciudad de Odesa tiene acuerdos para el establecimiento de consulados de los siguientes países: Bulgaria, China, Georgia, Grecia, Moldavia, Polonia, Rumania, Rusia, Turquía, Alemania, Kazajistán, Letonia, Pakistán, Sudáfrica.

## Geografía
Se halla en una planicie a las orillas de la bahía de Odesa del mar Negro entre las desembocaduras de los ríos Dniéster y Bug. La ciudad limita con lagos salados de hasta 5 m de profundidad, tradicionalmente llamados «limanes». En el sur está el limán Sujoy, en el que se halla el puerto de Ilichevsk, uno de los suburbios. En el norte se hallan los limanes de Jadzhibéi y Kuyálnik (ambos conocidos por sus barros curativos), separados uno del otro por el monte Zhivájova de 41 m, el punto más alto de la ciudad.

### Clima
El clima de Odesa es continental moderado y comparativamente seco. Tiene cerca de 290 días soleados al año.
Las precipitaciones son de 460 mm anuales, con su máximo en octubre.
Los inviernos son cortos y suaves. Los valores medios de temperatura oscilan alrededor de los -2 °C (mín -26 °C) en enero y los 22 °C (máx 36 °C) en agosto.
| Parámetros climáticos promedio de Odesa (1991-2020) | Parámetros climáticos promedio de Odesa (1991-2020) | Parámetros climáticos promedio de Odesa (1991-2020) | Parámetros climáticos promedio de Odesa (1991-2020) | Parámetros climáticos promedio de Odesa (1991-2020) | Parámetros climáticos promedio de Odesa (1991-2020) | Parámetros climáticos promedio de Odesa (1991-2020) | Parámetros climáticos promedio de Odesa (1991-2020) | Parámetros climáticos promedio de Odesa (1991-2020) | Parámetros climáticos promedio de Odesa (1991-2020) | Parámetros climáticos promedio de Odesa (1991-2020) | Parámetros climáticos promedio de Odesa (1991-2020) | Parámetros climáticos promedio de Odesa (1991-2020) | Parámetros climáticos promedio de Odesa (1991-2020) |
| Mes                                                 | Ene.                                                | Feb.                                                | Mar.                                                | Abr.                                                | May.                                                | Jun.                                                | Jul.                                                | Ago.                                                | Sep.                                                | Oct.                                                | Nov.                                                | Dic.                                                | Anual                                               |
| --------------------------------------------------- | --------------------------------------------------- | --------------------------------------------------- | --------------------------------------------------- | --------------------------------------------------- | --------------------------------------------------- | --------------------------------------------------- | --------------------------------------------------- | --------------------------------------------------- | --------------------------------------------------- | --------------------------------------------------- | --------------------------------------------------- | --------------------------------------------------- | --------------------------------------------------- |
| Temp. máx. abs. (°C)                                | 15.1                                                | 19.2                                                | 24.1                                                | 29.4                                                | 33.2                                                | 37.2                                                | 39.3                                                | 38.0                                                | 35.4                                                | 30.5                                                | 26.0                                                | 16.9                                                | 39.3                                                |
| Temp. máx. media (°C)                               | 2.3                                                 | 3.4                                                 | 7.7                                                 | 13.6                                                | 20.3                                                | 25.1                                                | 27.9                                                | 27.7                                                | 21.8                                                | 15.3                                                | 9.1                                                 | 4.2                                                 | 14.9                                                |
| Temp. media (°C)                                    | -0.4                                                | 0.4                                                 | 4.3                                                 | 10.0                                                | 16.2                                                | 20.8                                                | 23.4                                                | 23.1                                                | 17.8                                                | 12.0                                                | 6.3                                                 | 1.5                                                 | 11.3                                                |
| Temp. mín. media (°C)                               | -2.7                                                | -2.1                                                | 1.6                                                 | 6.9                                                 | 12.6                                                | 16.9                                                | 19.1                                                | 18.9                                                | 14.0                                                | 8.9                                                 | 3.9                                                 | -0.8                                                | 8.1                                                 |
| Temp. mín. abs. (°C)                                | -26.2                                               | -28.0                                               | -16.0                                               | -5.9                                                | 0.3                                                 | 5.2                                                 | 7.5                                                 | 7.9                                                 | -0.8                                                | -13.3                                               | -14.6                                               | -19.6                                               | -28.0                                               |
| Precipitación total (mm)                            | 43                                                  | 35                                                  | 35                                                  | 28                                                  | 39                                                  | 47                                                  | 45                                                  | 40                                                  | 44                                                  | 37                                                  | 39                                                  | 38                                                  | 470                                                 |
| Nevadas (cm)                                        | 2                                                   | 2                                                   | 1                                                   | 0                                                   | 0                                                   | 0                                                   | 0                                                   | 0                                                   | 0                                                   | 0                                                   | 0                                                   | 1                                                   | 6                                                   |
| Días de lluvias (≥ 1 mm)                            | 9                                                   | 7                                                   | 10                                                  | 11                                                  | 12                                                  | 13                                                  | 10                                                  | 8                                                   | 9                                                   | 10                                                  | 13                                                  | 10                                                  | 122                                                 |
| Días de nevadas (≥ 1 mm)                            | 11                                                  | 10                                                  | 6                                                   | 0.4                                                 | 0                                                   | 0                                                   | 0                                                   | 0                                                   | 0                                                   | 0.2                                                 | 4                                                   | 9                                                   | 40.6                                                |
| Horas de sol                                        | 63.2                                                | 91.6                                                | 142.2                                               | 199.5                                               | 292.5                                               | 307.5                                               | 332.9                                               | 313.1                                               | 234.6                                               | 164.7                                               | 73.0                                                | 57.4                                                | 2272.2                                              |
| Humedad relativa (%)                                | 83                                                  | 81                                                  | 78                                                  | 74                                                  | 71                                                  | 70                                                  | 66                                                  | 65                                                  | 72                                                  | 77                                                  | 82                                                  | 84                                                  | 75.3                                                |
| Fuente n.º 1: Погода и климат                       |                                                     |                                                     |                                                     |                                                     |                                                     |                                                     |                                                     |                                                     |                                                     |                                                     |                                                     |                                                     |                                                     |
| Fuente n.º 2: Organización Meteorológica Mundial    |                                                     |                                                     |                                                     |                                                     |                                                     |                                                     |                                                     |                                                     |                                                     |                                                     |                                                     |                                                     |                                                     |

## Demografía
Históricamente, el abanico étnico de la ciudad ha sido muy diverso, aunque fue prácticamente uniformado por la cultura soviética.
En la época de la toma de la fortaleza turca de Jadsibey por las tropas rusas, en 1789, la población, era de menos de 100 personas y constaba de griegos, tártaros de Yedisán y pocos moldavos. Conquistadas las tierras al sur del Imperio ruso, Catalina la Grande inició la repoblación y la rusificación de la región.
La emperatriz envió una orden secreta al knyaz Aleksandr Alekséievich Vyázemski (fiscal general del Imperio ruso desde 1764 hasta 1792) en la cual lo conminaba a instituir un programa de rusificación para las provincias de Ucrania («Maloróssiya», o «Pequeña Rusia»), Livonia y Finlandia, «empleando métodos de mano blanda» para que «se rusificaran y dejaran de parecer lobos del bosque».
La gente de toda Europa era bienvenida. Llegaron en masa griegos, rusos, italianos, yugoslavos, búlgaros, alemanes, belgas, armenios, rumanos, polacos, ucranianos, franceses, bielorrusos, suizos, judíos, etc., formando barrios o calles que se empezaron a llamar según el pueblo que allí vivía. Aunque hoy día Odesa no tiene barrios étnicos, su mapa abunda de topónimos de ese tipo: la plaza Griega, los bulevares Francés e Italiano, calles Búlgara, Polaca, Judía, Arnauta (Albanesa) Menor y Mayor, Griega, Estonia, etc. La fusión de todas estas gentes que habían abandonado sus tierras natales, huyendo de la miseria o de la persecución, en busca de un futuro mejor, formó el carácter aventurero, hospitalario, alegre a lo mediterráneo y amante de la libertad propio de los odesitas.
La óblast de Odesa también alberga muchos grupos étnicos minoritarios, incluidos albaneses, armenios, azeríes, tártaros de Crimea, búlgaros, georgianos, griegos, judíos, polacos, romaníes, rumanos, turcos, entre otros. Hasta principios de la década de 1940, la ciudad tenía una gran población judía. Como resultado de las deportaciones masivas a campos de exterminio durante la Segunda Guerra Mundial, la población judía de la ciudad disminuyó considerablemente. Desde la década de 1970, la mayoría de los judíos que quedaban emigraron a Israel y a otros países, reduciendo aún más la comunidad judía. Durante gran parte del siglo XIX y hasta mediados del siglo XX, el grupo étnico más numeroso en Odesa era el de los rusos, seguido por los judíos.
En 1926, el 39,2 % de los habitantes se identificaban como rusos, el 36,9 % como judíos, el 17,7 % como ucranianos у el 2,4 % como polacos. El porcentaje de judíos descendió drásticamente tras la ocupación nazi. En el censo de 1989 los judíos eran el 5,9 % de la población y en el de 2001 el 12,4 %, frente a 61,6 % ucranianos y 29 % rusos étnicos.
Los italianos remontan su presencia en lo que más tarde sería Odesa a alrededor del año 1200, cuando barcos mercantes genoveses llamados Ginestra anclaron allí. En 1797 había alrededor de 800 italianos en Odesa, lo que representaba aproximadamente el 10 % de la población total.  Durante más de un siglo, los italianos de Odesa influyeron notablemente en la cultura, el arte, la industria, la sociedad, la arquitectura, la política y la economía de la ciudad.  Entre las obras creadas por los italianos de Odesa se encuentran la Escalera Potemkin y el Teatro de Ópera y Ballet de Odesa. A comienzos del siglo XIX, el idioma italiano se convirtió en la segunda lengua oficial de Odesa, después del ruso.  Hasta la década de 1870, la población italiana de Odesa creció de manera constante. A partir de la década siguiente, este crecimiento se detuvo y comenzó el declive de la comunidad italiana en Odesa. La razón principal fue la integración gradual con la población eslava de Odesa, es decir, rusos y ucranianos. Los apellidos comenzaron a rusificarse y ucranianizarse. La revolución de 1917 llevó a muchos de ellos a emigrar a Italia o a otras ciudades de Europa. En tiempos soviéticos, solo quedaban unas pocas decenas de italianos en Odesa, la mayoría de los cuales ya no hablaban su lengua de origen. Con el tiempo, se fusionaron con la población local, perdiendo las connotaciones étnicas originales. Desaparecieron por completo durante la Segunda Guerra Mundial.
La mentalidad de los odesitas se diferencia de la del mundo rusohablante en general y se considera un fenómeno cultural específico. La diáspora odesita que tuvo lugar en las últimas décadas de la existencia de la URSS, principalmente hacia los países anglosajones, Alemania e Israel, ha formado un grupo cultural aparte. Existen organizaciones internacionales y organismos municipales que se ocupan de los contactos con la diáspora.
Desde la independencia se produjo una notoria emigración. En 1989, la ciudad tenía 1.115.371 habitantes y en 2001 un total de 1.029.049. Los rusos étnicos pasaron de ser el 39 % de la población a ser el 29 %. En las últimas tres décadas, el clima cultural de la ciudad estaba fuertemente afectado por la emigración de judíos y alemanes, y la gran afluencia de inmigrantes ucranianos de las zonas rurales.

### Idioma
Odesa es una de las zonas de Ucrania donde el ruso es la lengua dominante, debido a la rusificación de Ucrania. En el censo de 2001, el 64,75 % de los residentes informó el ruso como su lengua materna. El idioma oficial del estado es ucraniano, lengua materna del 30,41% de la población de la ciudad, aunque el porcentaje de población que lo usa cotidianamente es aun menor.
La invasión rusa de Ucrania provocó una nueva oleada de ucranización en la ciudad, en la que cada vez más personas optaron por hablar ucraniano. Según una encuesta realizada por el Instituto Republicano Internacional en abril-mayo de 2023, el 16 % de la población de la ciudad hablaba ucraniano en casa, el 80 % ruso y el 1 % búlgaro.

La población de Odesa cuenta hoy con 1 061 116 personas (2014).

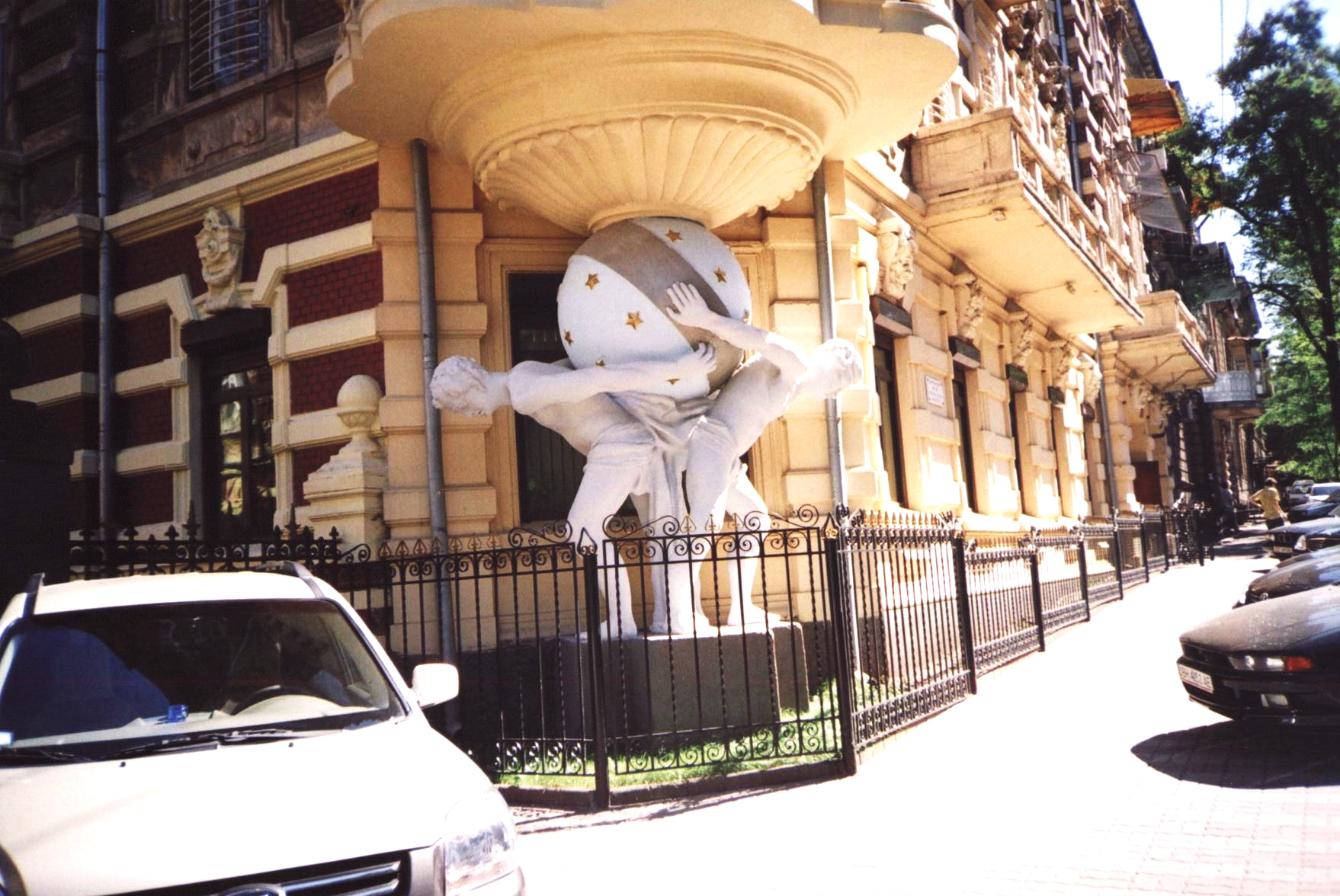
El símbolo del Club Mundial de Odesitas.
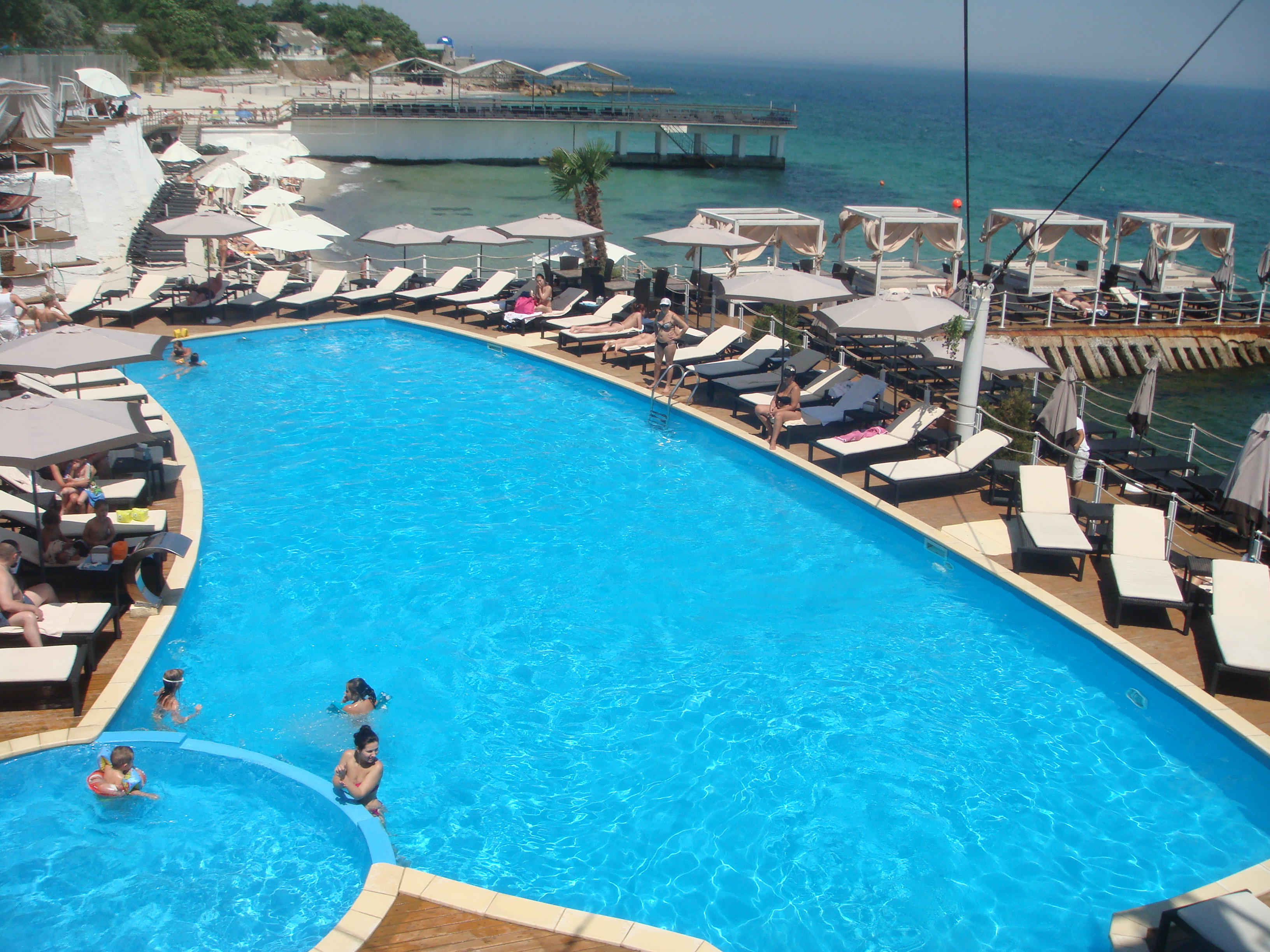
Bañistas en Odesa

## Infraestructura

### Economía
La economía de Odesa se basa principalmente en el comercio, el transporte de mercancías y la producción industrial; el sector turístico está poco desarrollado. La industria de Odesa incluye ramas tales como la química, petroquímica, metalurgia, metalmecánica, farmacéutica, alimentaria y cinematográfica. El estudio de cine de Odesa fue fundado en 1907. Odesa tiene aeropuerto internacional, puertos de mercancías y de pasajeros, más dos puertos mercantiles en los suburbios. También existe una base naval y una flota pesquera.

Cerca de la ciudad se encuentra el mercado a cielo abierto más grande de Europa, que da 1 % del PIB de Ucrania. Gracias a este, el desarrollo del puerto y el sector creciente de la construcción civil, el índice de desempleo en Odesa es menor que en otras partes del país. En 2009, la agencia crediticia de Fitch Ratings bajó el nivel crediticio de Odesa hasta 'B' negativo a largo plazo. 

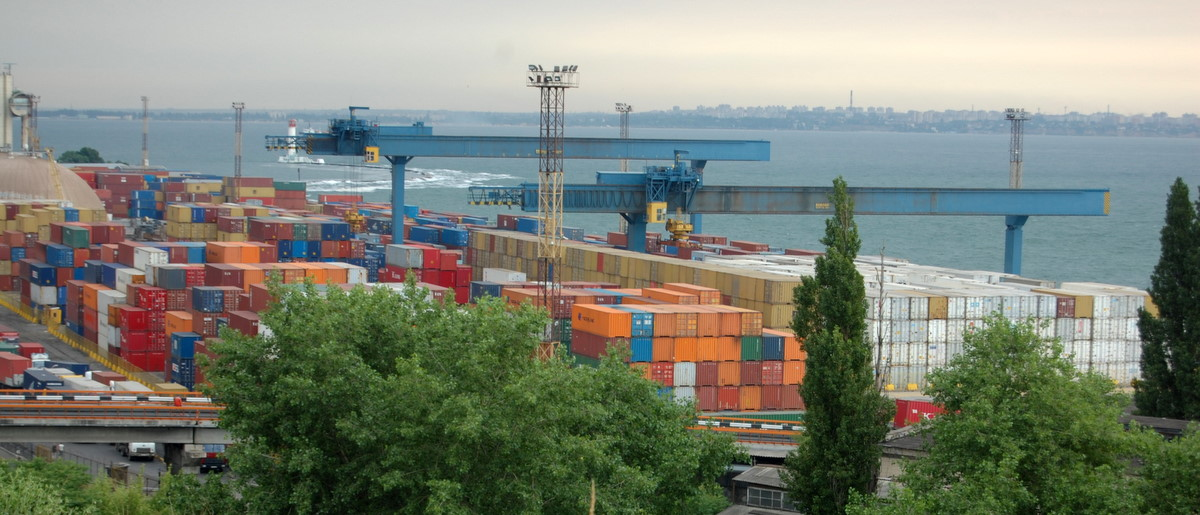
El puerto de Odesa
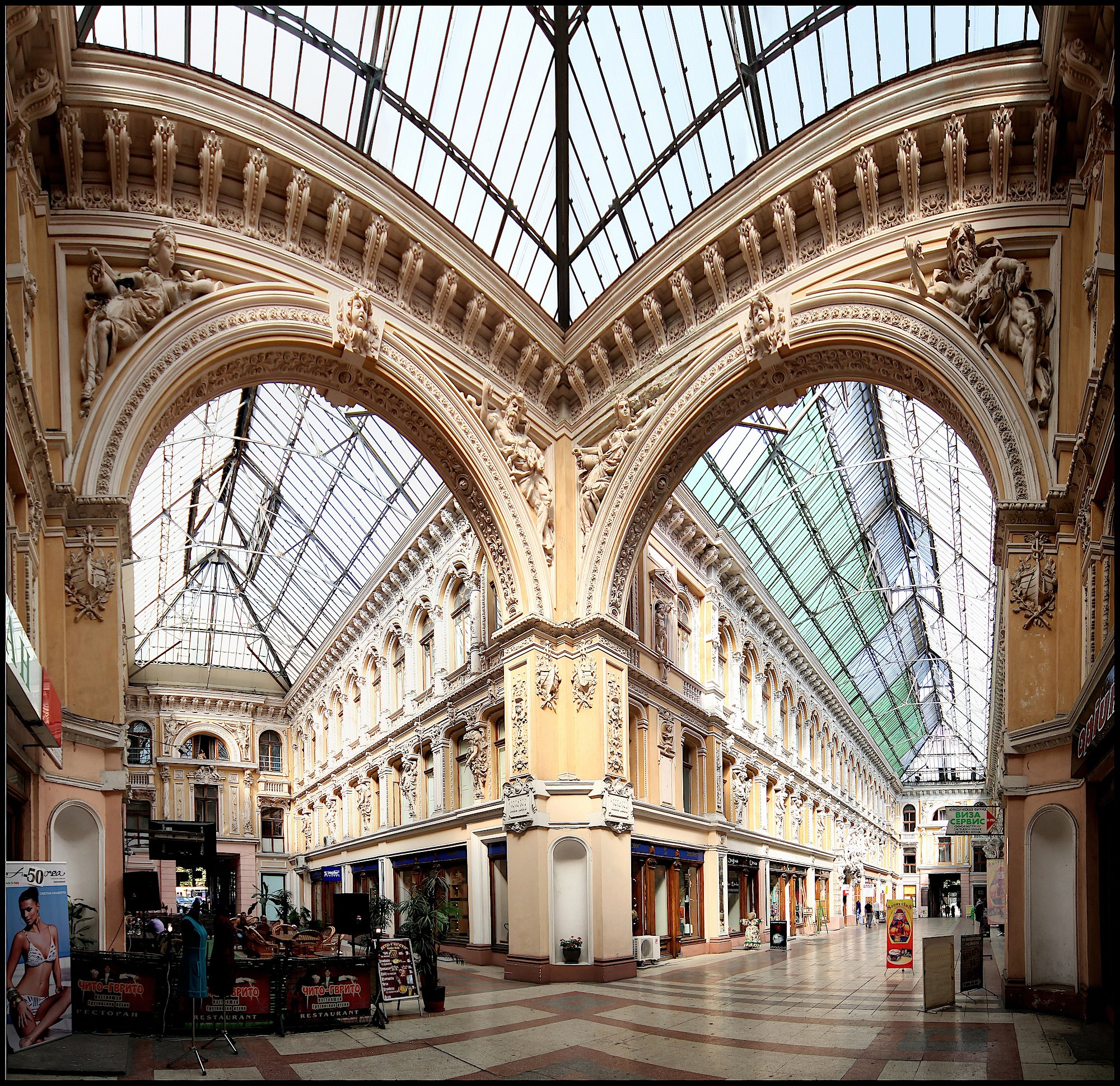
El pasaje de las galerías, uno de los principales centros comerciales de la ciudad.
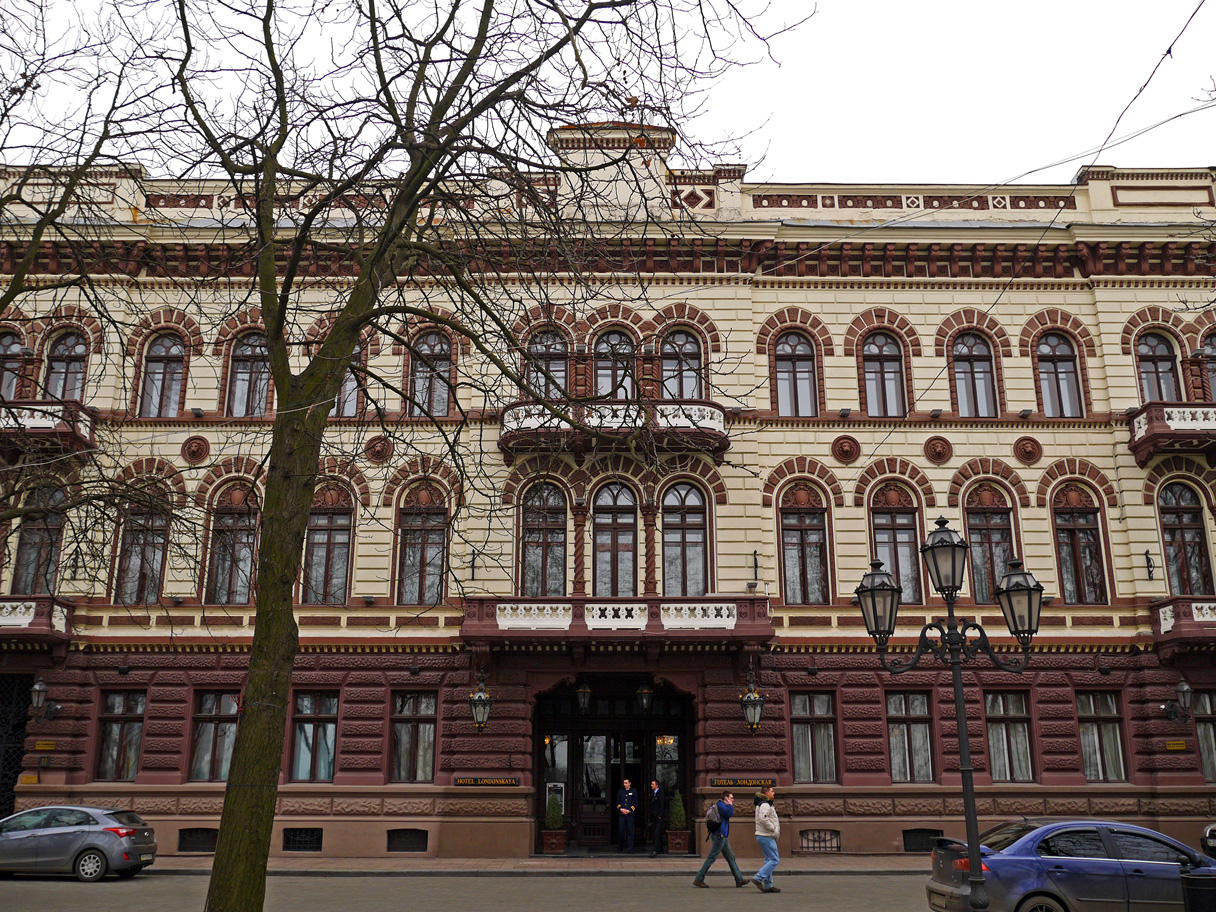
Hotel Londonsky
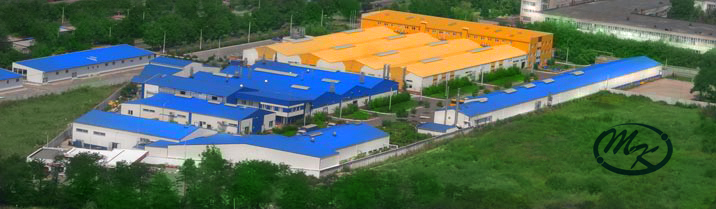
Fábrica de Telekart-Pribor

### Educación
La ciudad también tiene 136 escuelas secundarias y aproximadamente 130 000 estudiantes estudian en los campus de las instituciones de educación superior de la ciudad. Los centros de educación más famosos de la ciudad son la Universidad Nacional de Odesa y la Universidad Politécnica Nacional de Odesa, cada una de las cuales cubre muchas especialidades y trabajos en los campos de las humanidades y las ciencias técnicas, respectivamente. En 2019, 15 de las 19 universidades de Odesa estaban incluidas en el ranquin de las 200 mejores universidades de Ucrania. 

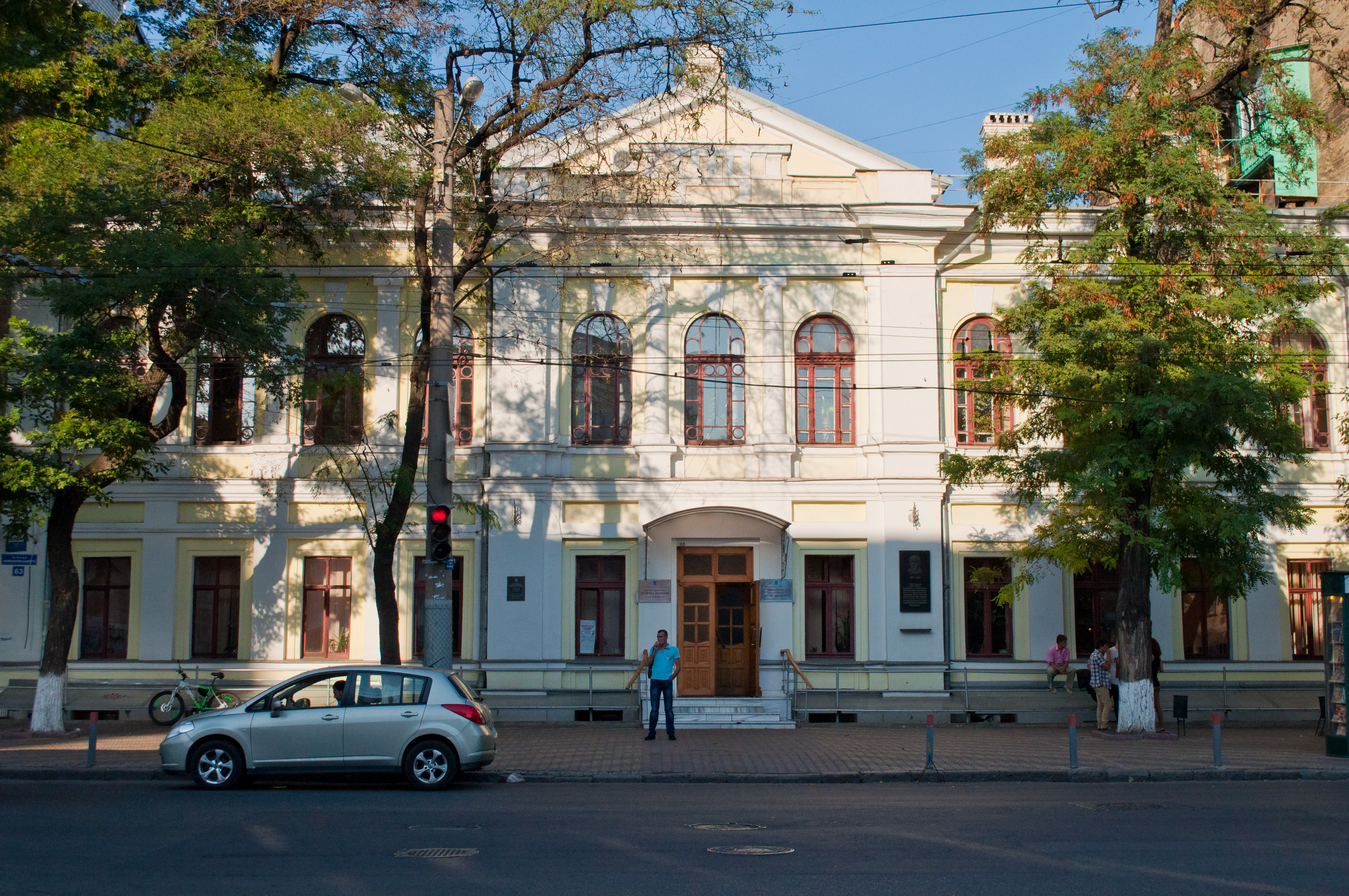
Academia Estatal de Música Nezhdánova
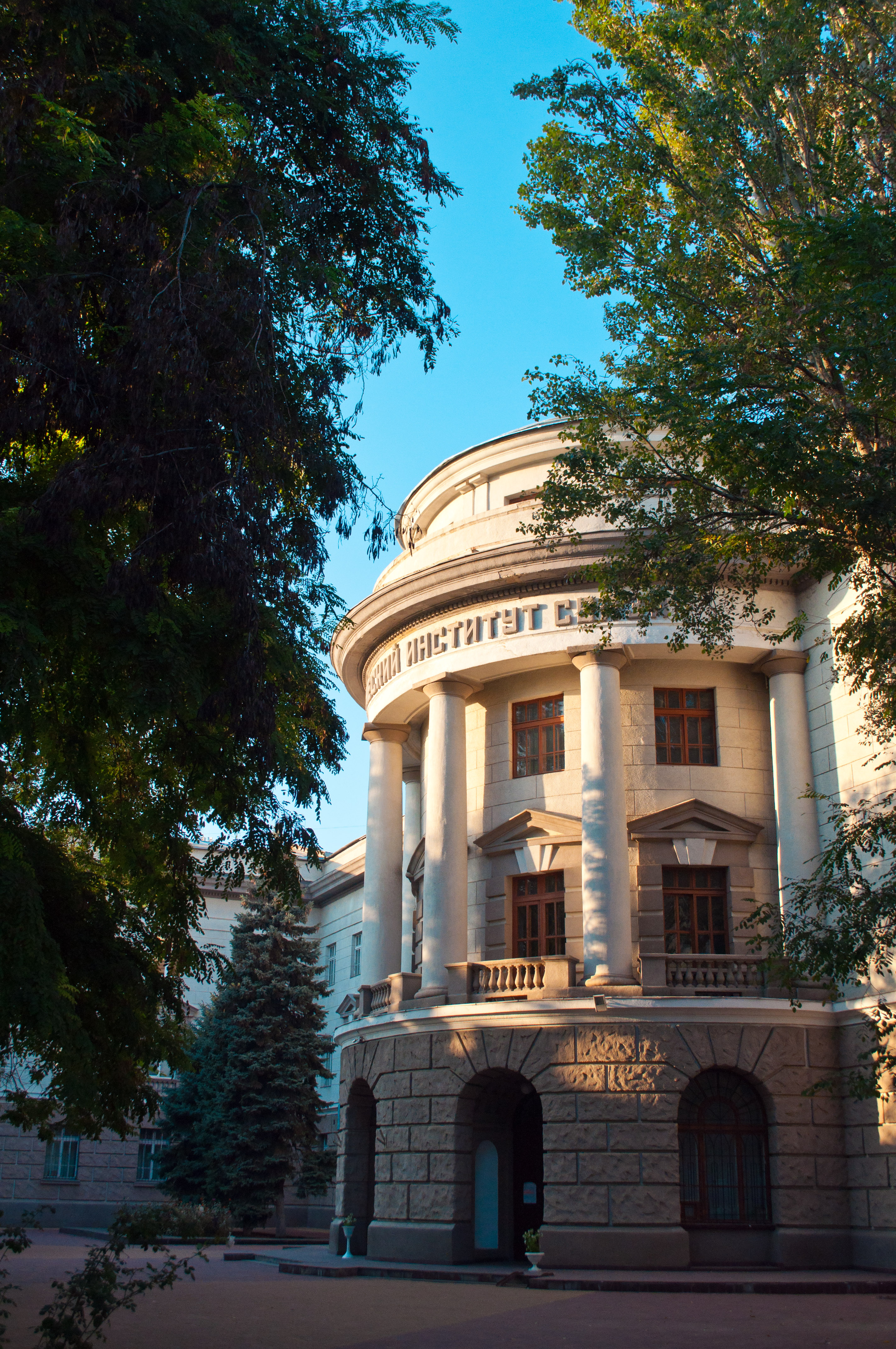
Edificio del instituto de comunicaciones
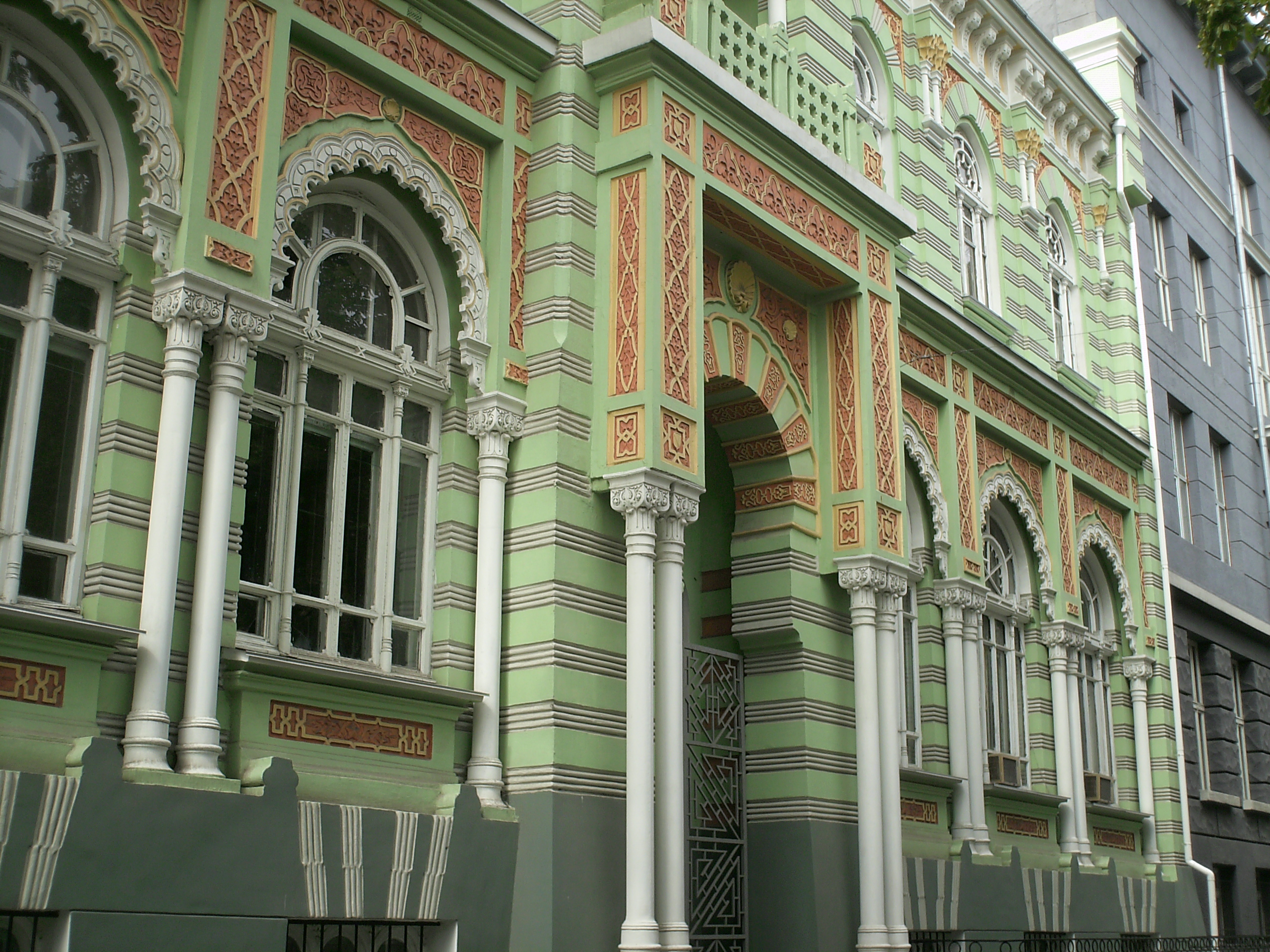
Los laboratorios de la Academia del Frío
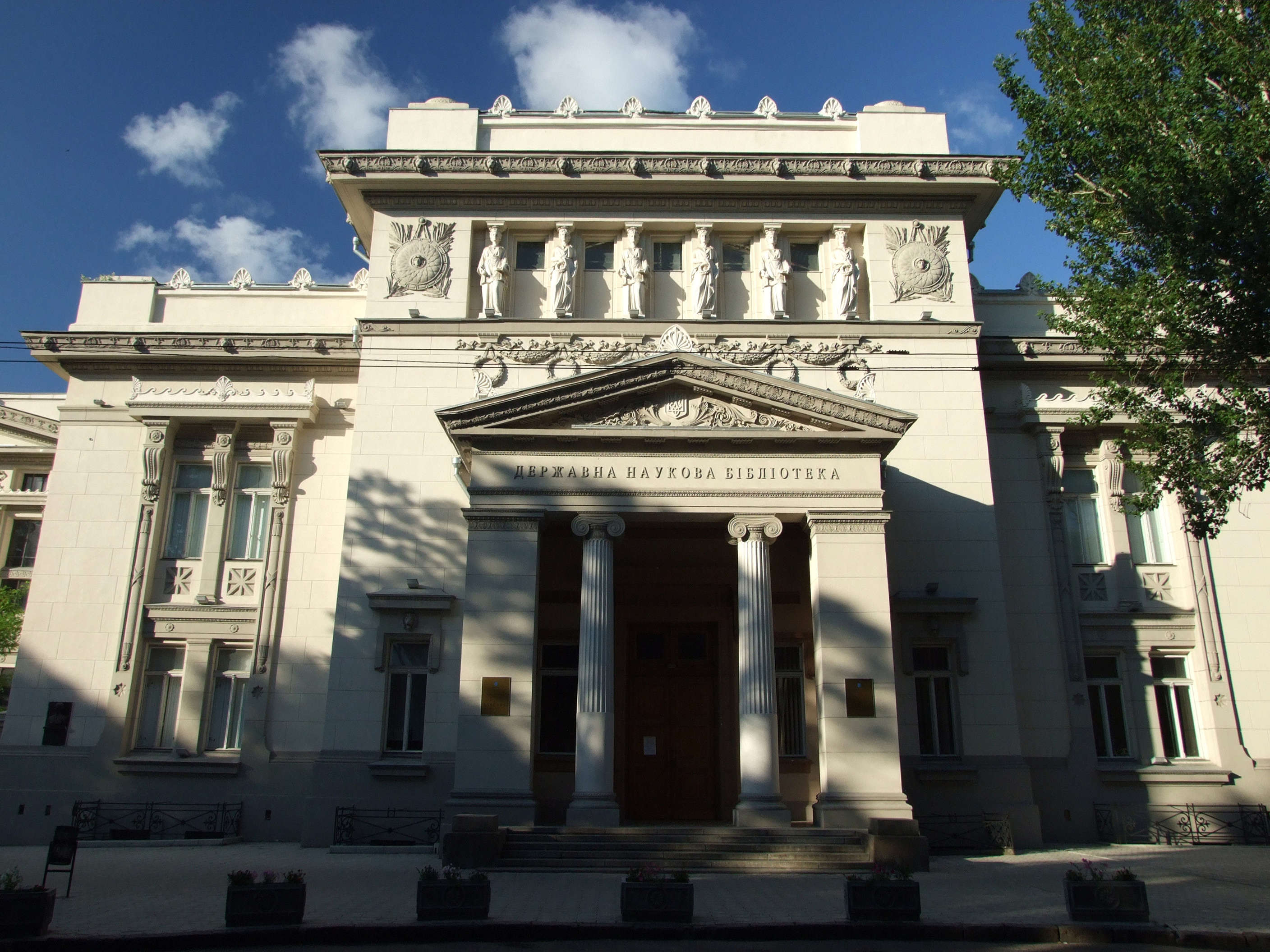
Biblioteca nacional de Odesa

Principales instituciones de Odesa
| Nombre                                                      |
| ----------------------------------------------------------- |
| Universidad Nacional de Odesa I.I. Méchnikov                |
| Instituto de Tropas Terrestres                              |
| Universidad Pedagógica de Ucrania Meridional K.D. Ushínskiy |
| Academia Estatal de Música A.V. Nezhdánova                  |
| Universidad Politécnica de Odesa                            |
| Universidad Estatal Agraria                                 |
| Universidad Estatal Médica                                  |
| Universidad Económica Estatal de Odesa                      |
| Academia Estatal de Tecnologías Alimentarias                |
| Instituto de Asuntos Interiores                             |

## Cultura

### Arquitectura
Odesa está representada principalmente por la arquitectura de los siglos XIX y XX: neoclasicismo, modernismo, posmodernismo, constructivismo. Los primeros edificios en Odesa fueron construidos en el estilo del clasicismo, caracterizado por el racionalismo y la decoración avariciosa. La composición multinacional de la población condujo al hecho de que la influencia bizantina-griega se reflejó en la arquitectura de los edificios religiosos, y no solo la decoración italiana y francesa, sino también armenia se puede encontrar en el diseño y las composiciones de fachadas de los edificios residenciales. Además, la naturaleza climática tuvo una gran influencia en la apariencia de la ciudad. El uso de roca de concha determinó la mampostería de bloques grandes y la ausencia de piezas pequeñas. Para protegerse del calor abrasador del verano, se utilizaron ampliamente pórticos, logias y galerías cubiertas. Incluso las plazas del mercado, como las antiguas ágoras griegas, estaban enmarcadas a lo largo del contorno por galerías.

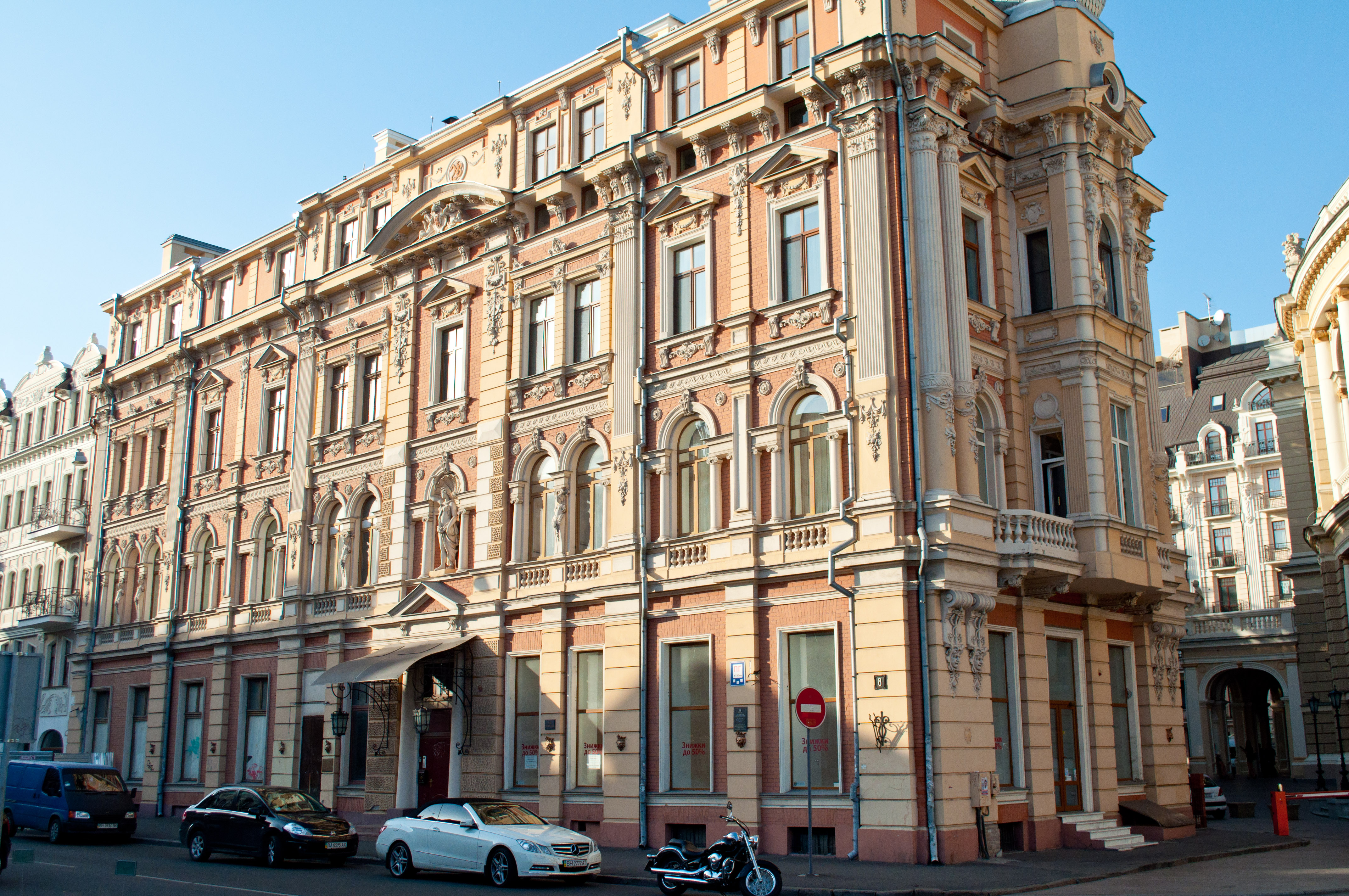
Elemento de arquitectura urbana
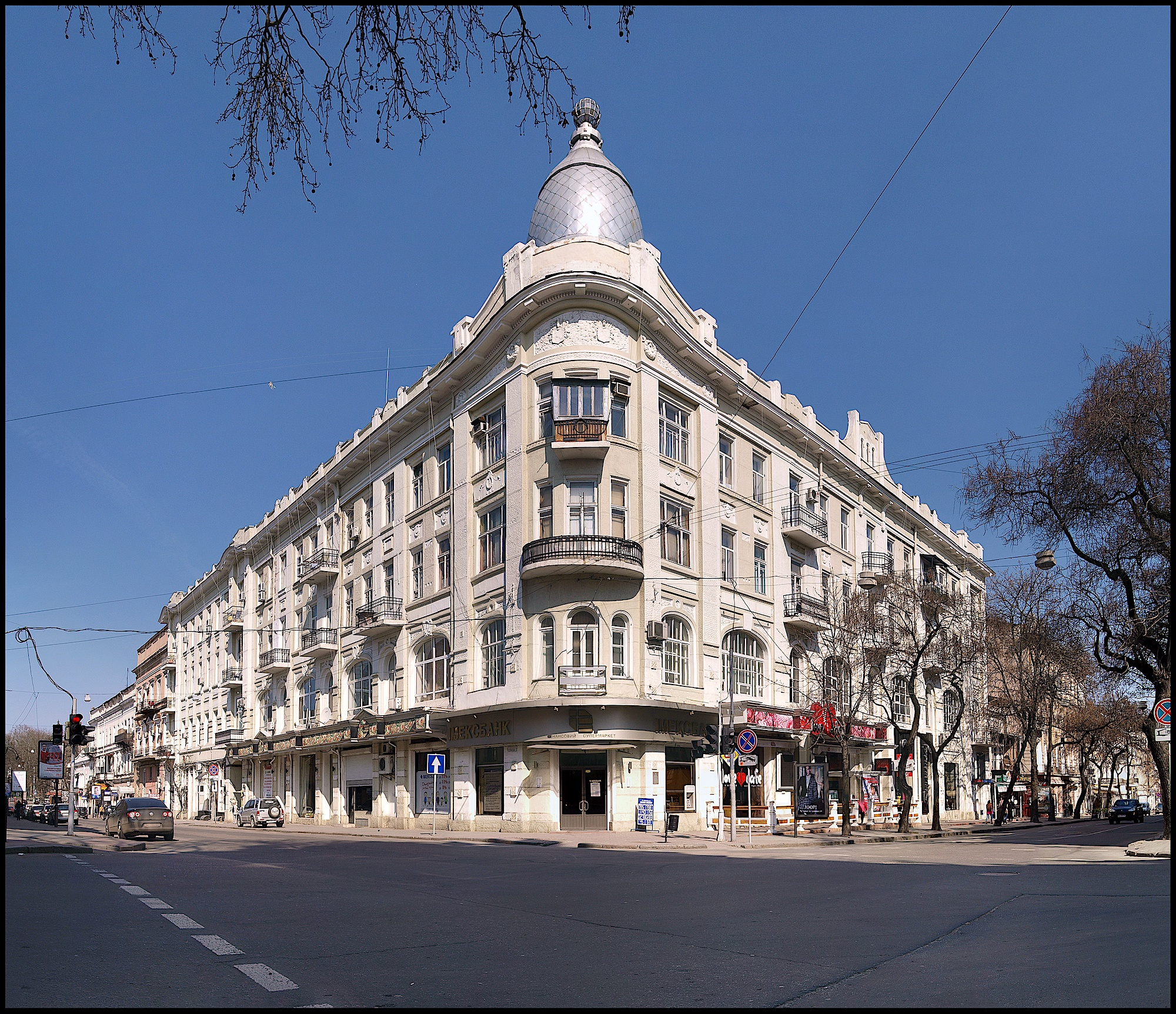
Café Robin
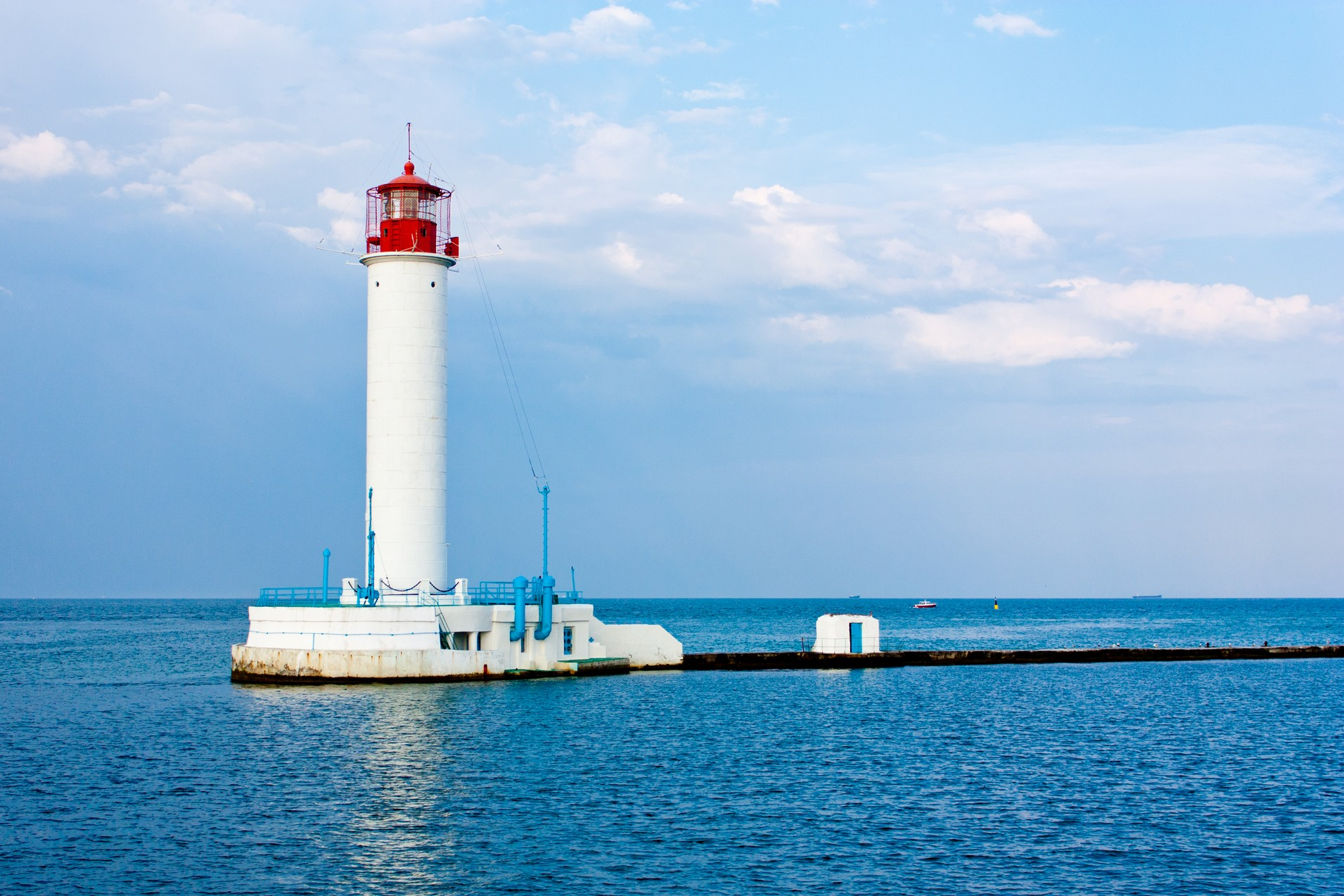
Faro de Vorontsov
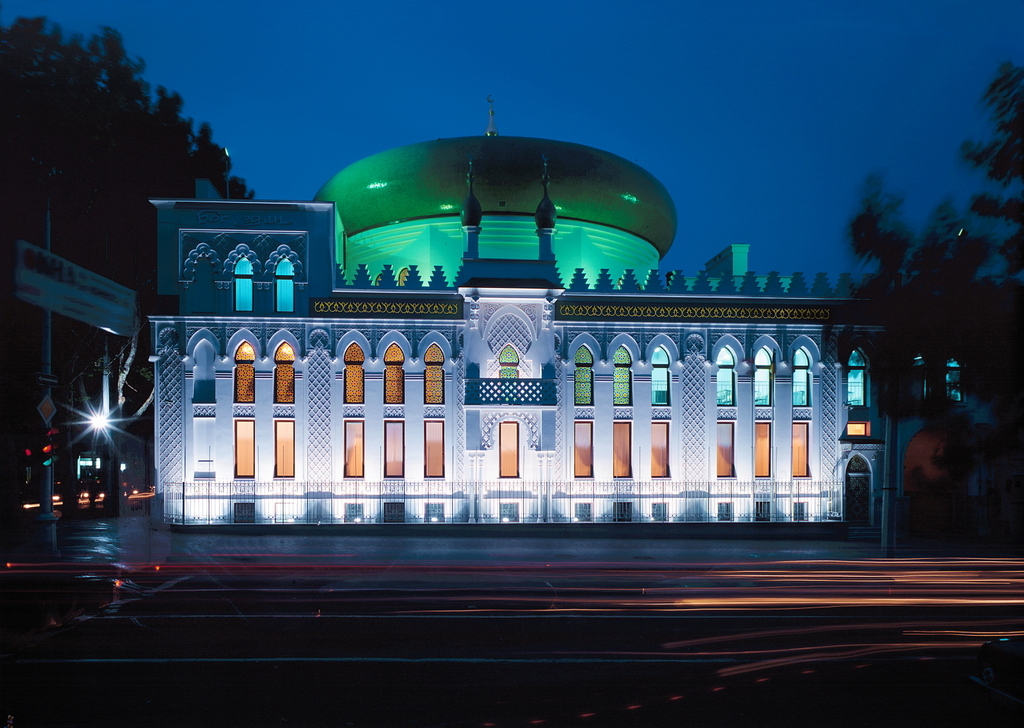
Centro Cultural Árabe
Iglesia de San Pablo
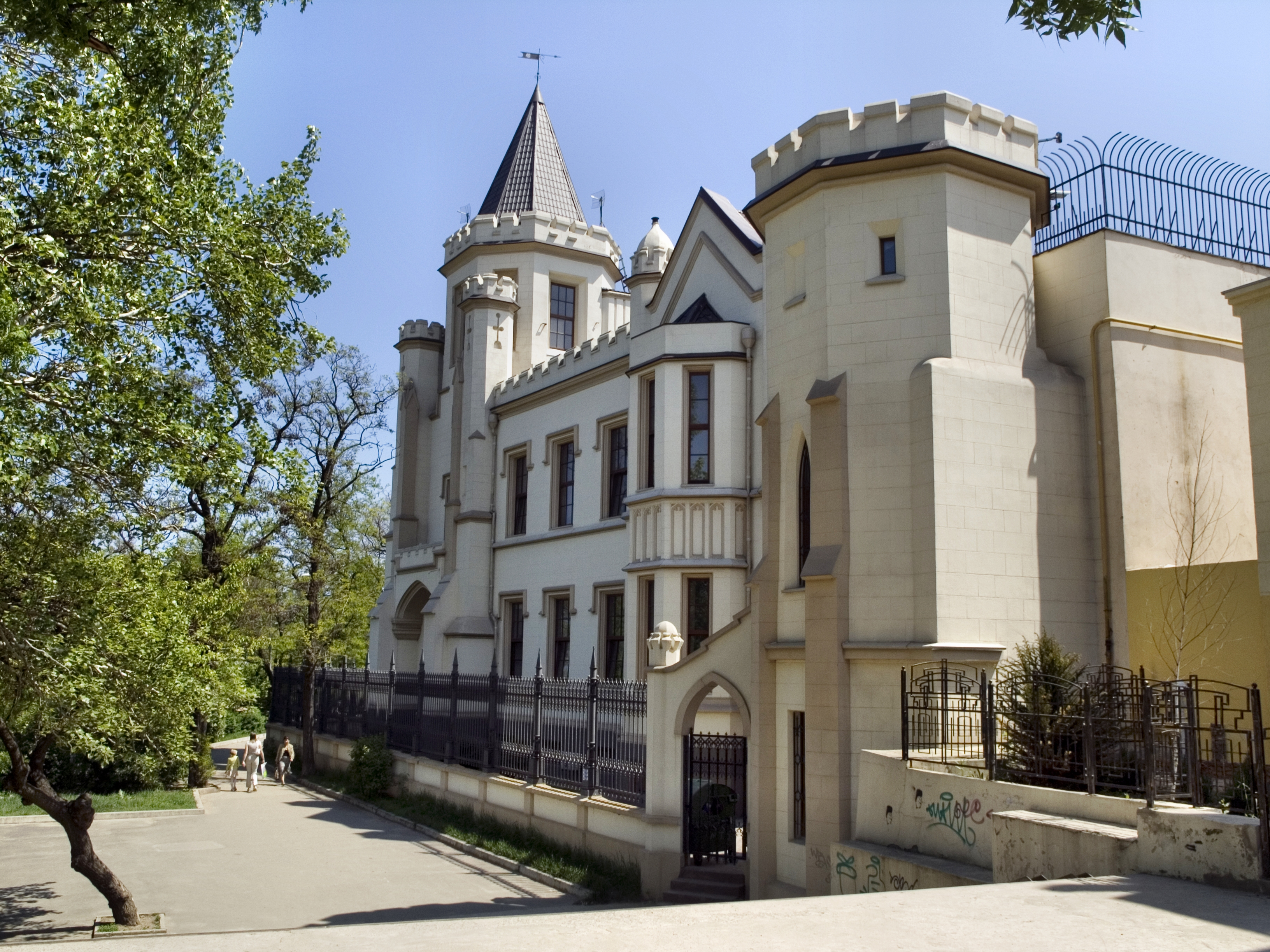
Palacio Shah
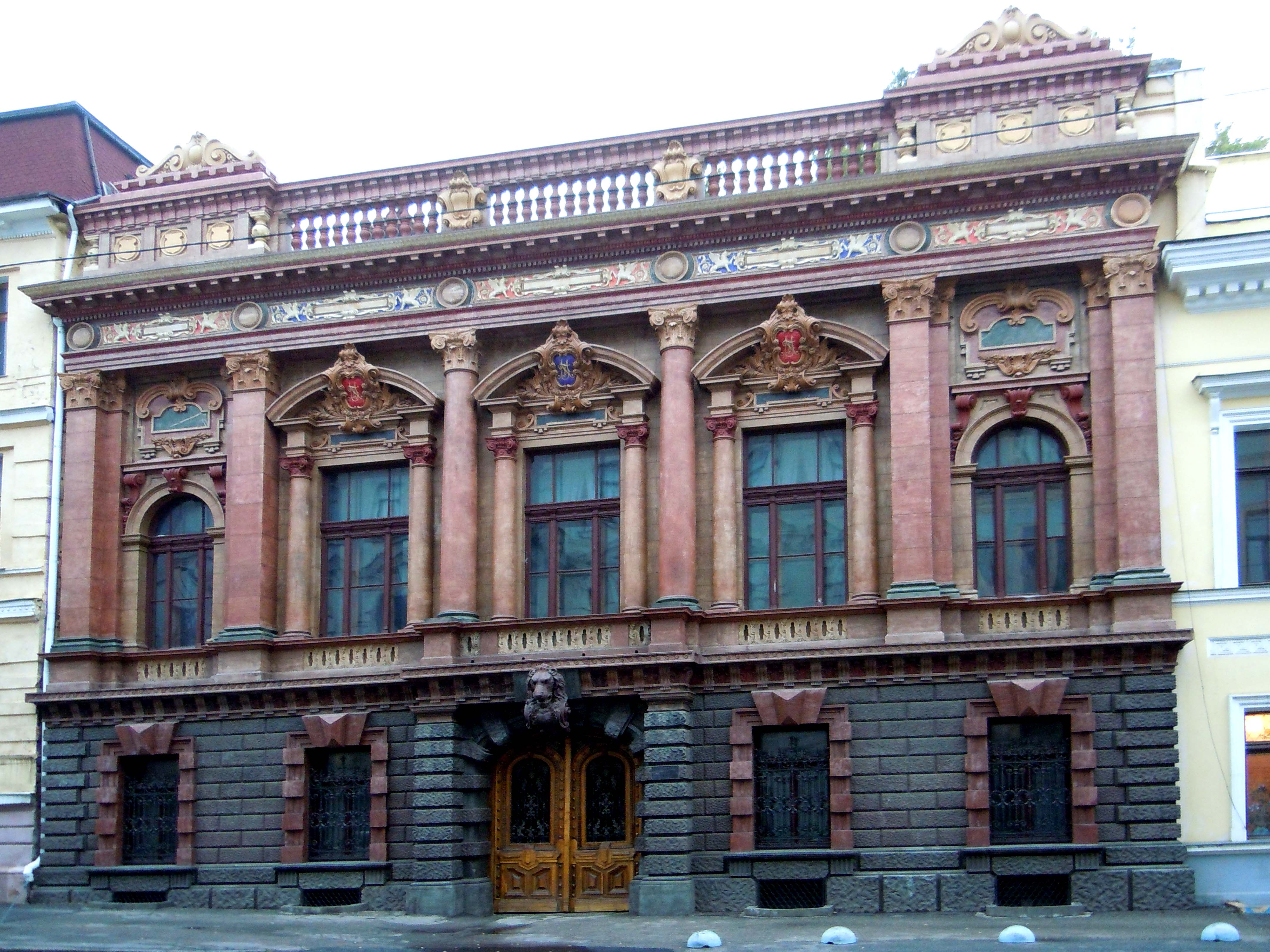
Casa de los científicos
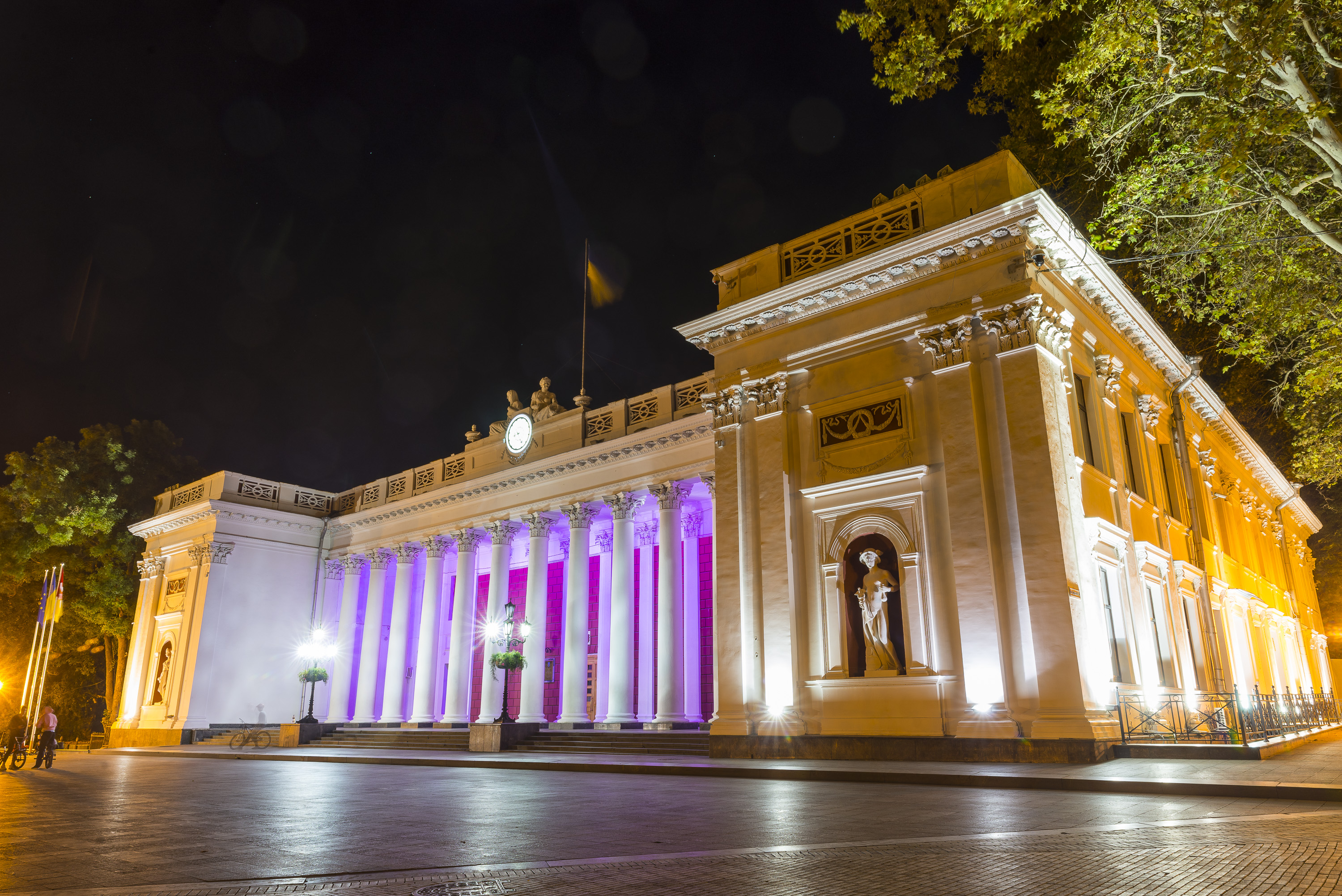
Ayuntamiento de Odesa
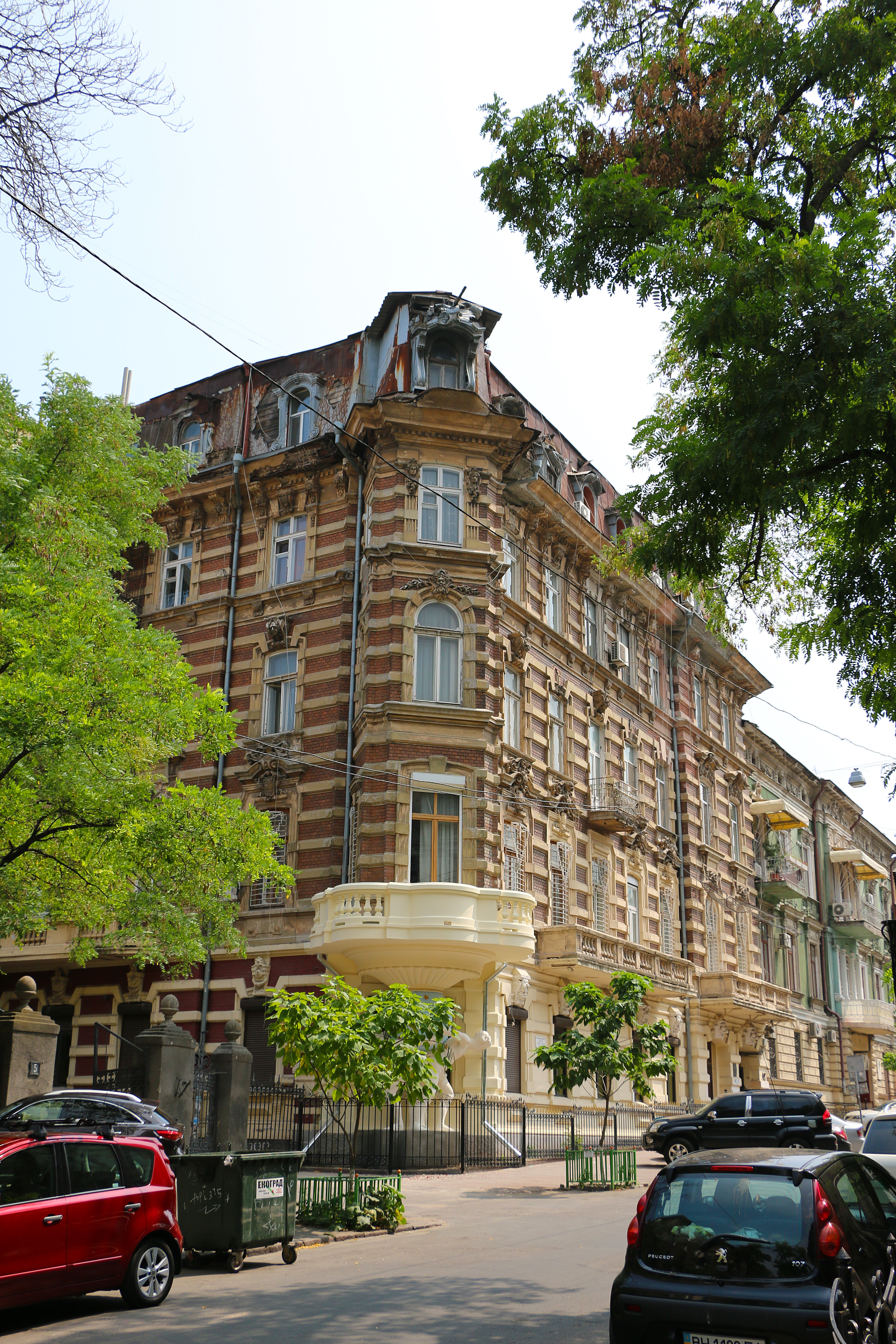
Casa Falz Fein
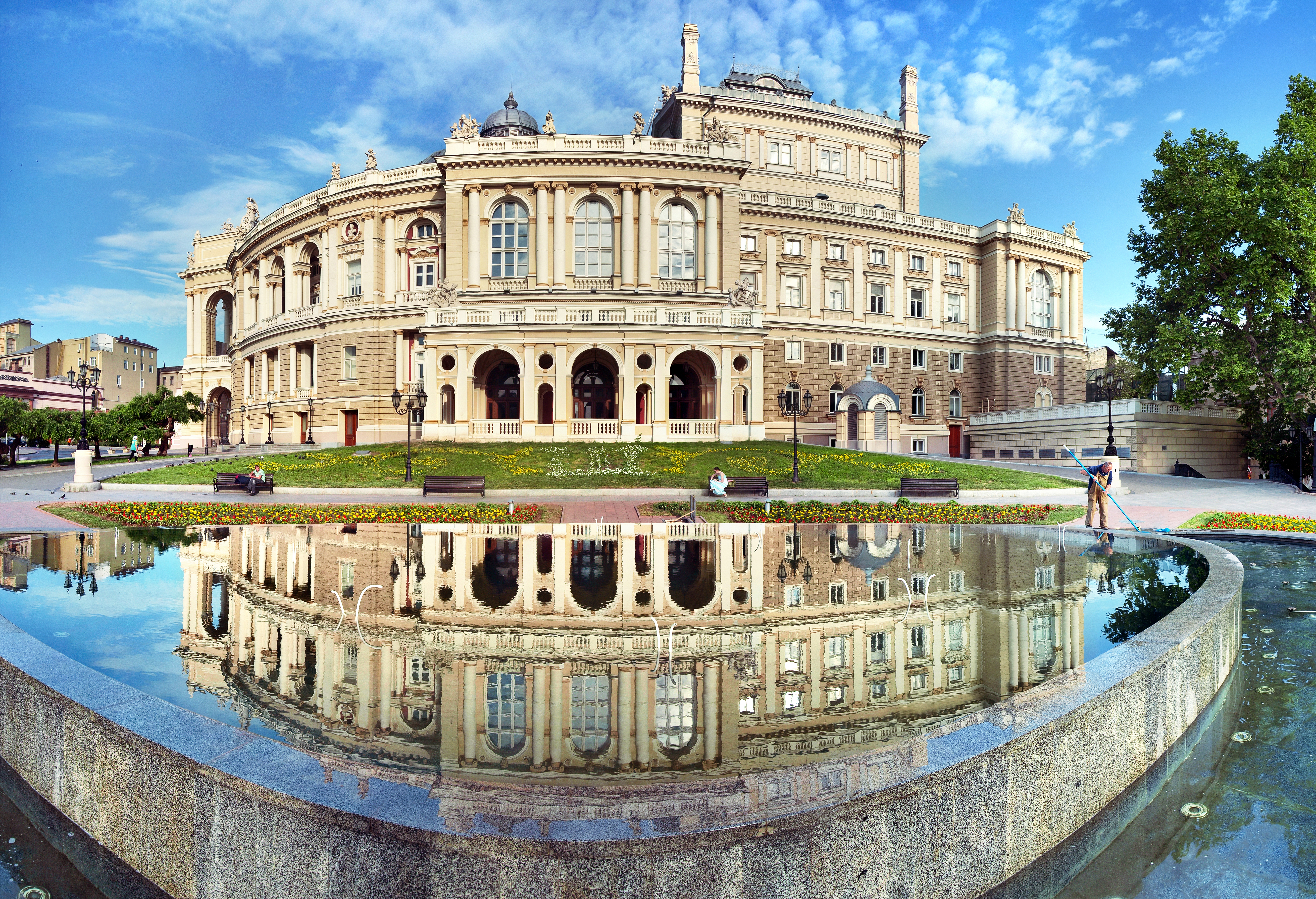
Ópera de Odesa
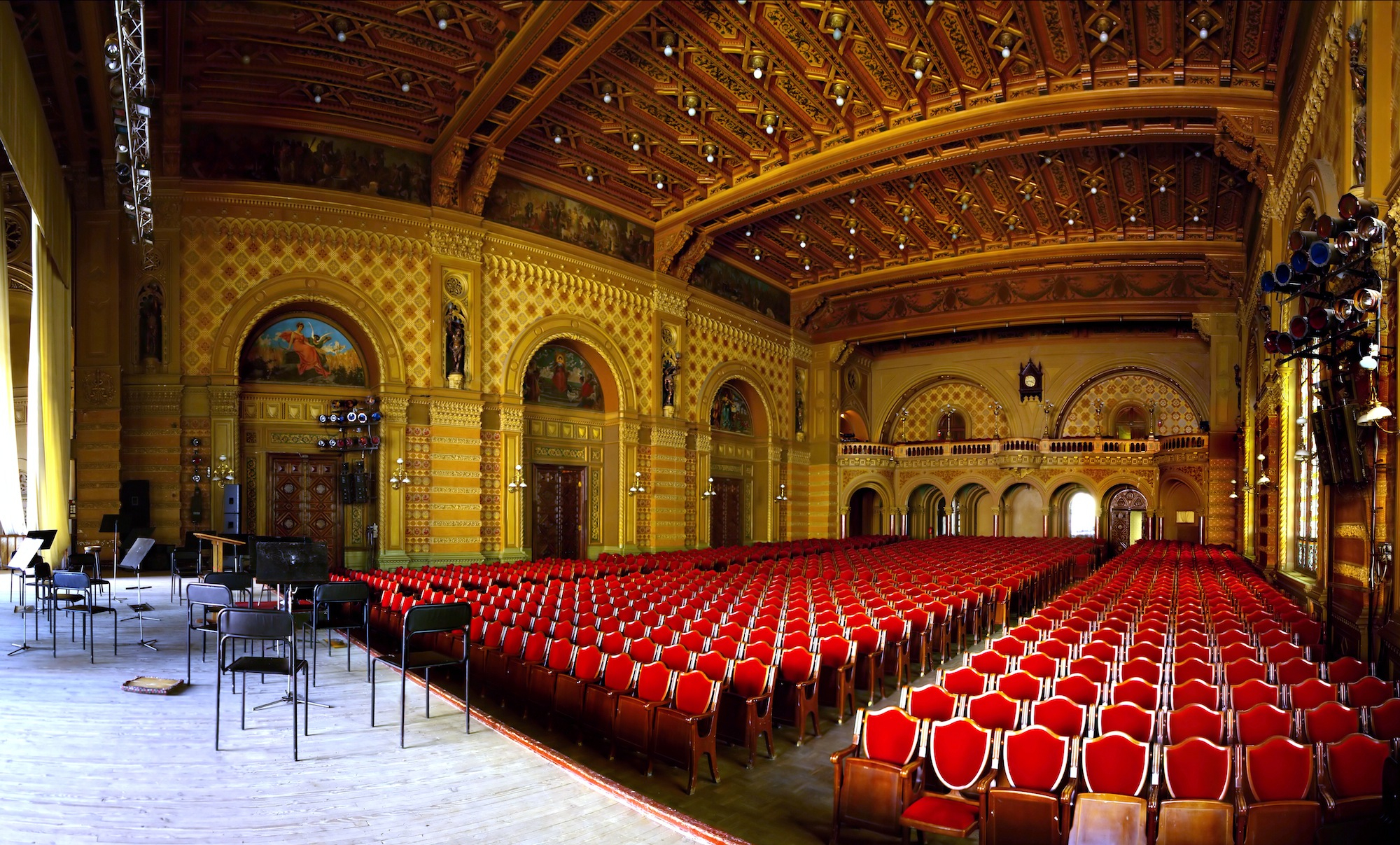
Filarmónica
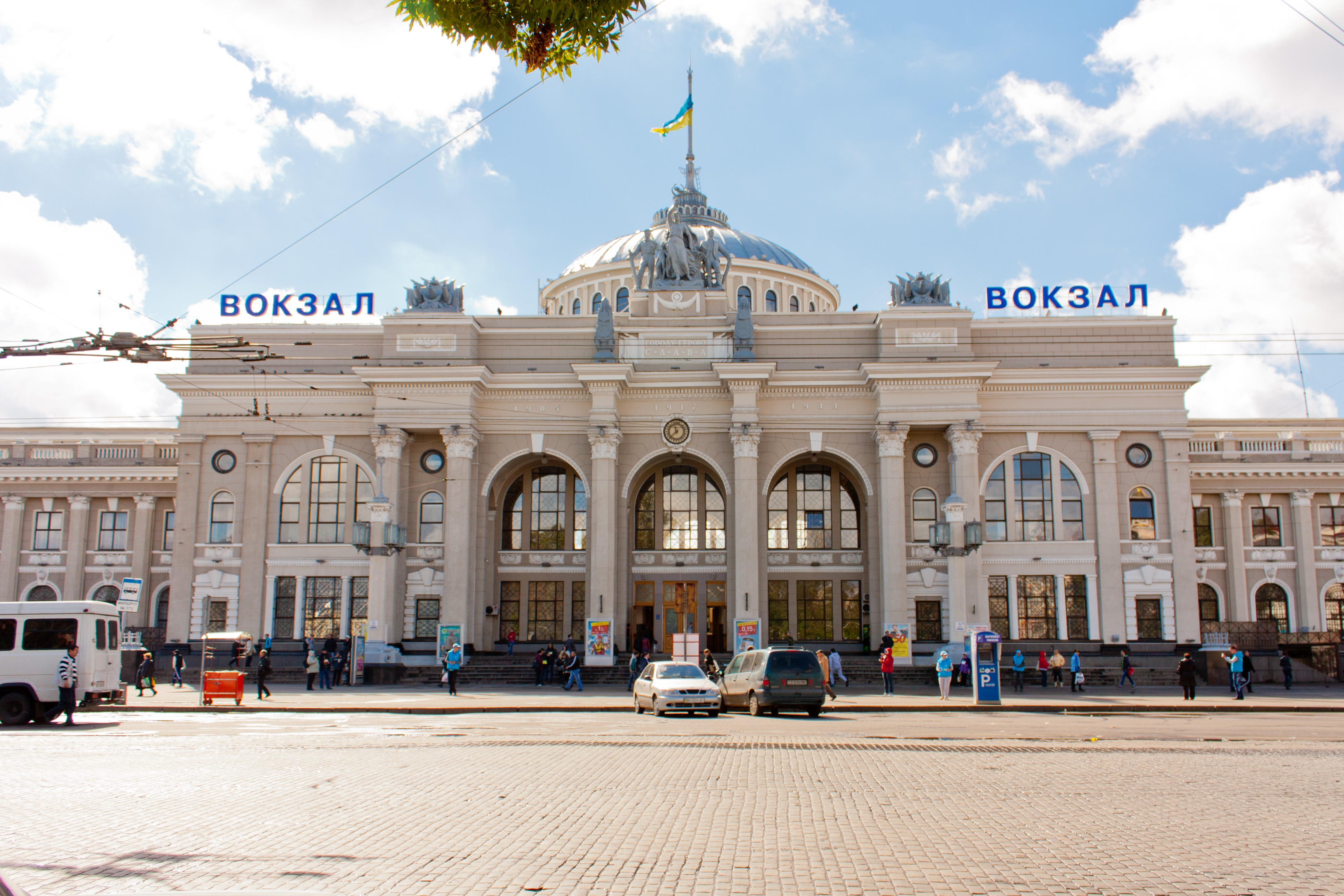
Estación central de tren de Odesa

Principales teatros de Odesa
| Nombre                                             |
| -------------------------------------------------- |
| Teatro Académico Estatal de Ópera y Ballet         |
| Teatro Dramático Ruso I. Ivanov                    |
| Circo Estatal                                      |
| Filarmónica                                        |
| Teatro Regional de Títeres (1932)                  |
| Teatro Dramático Musical Ucraniano V. Vasylko      |
| Teatro Estatal del Espectador Menor N. Ovstróvskiy |
| Teatro de Comedia Musical M. Vodianoy              |
| Teatro Casa de Payazos                             |
| Teatro Municipal de Música Espiritual A. Sálik     |

### Arte
El Museo Nacional del Arte de Odesa es la galería de arte más grande de la ciudad, cuya colección incluye lienzos en su mayoría de pintores rusos de los siglos XVII a XXI, además de colección de iconos y arte moderno. El Museo de Arte Occidental y Oriental tiene grandes colecciones europeas de los siglos XVI al XX, hay pinturas de Caravaggio, Mignard, Hals, Teniers y del Piombo. Otros museos de la ciudad son el Museo Arqueológico de Odesa, que se encuentra en un edificio neoclásico, el Museo Numismático de Odesa, el Museo de Historia Regional de Odesa y el Museo de Defensa Heroica de Odesa.
Entre las esculturas públicas de la ciudad, se pueden observar dos conjuntos de leones Médici, en el Palacio Vorontsov  y en el jardín Starosinnyi. El Festival Internacional de Cine de Odesa también se celebra anualmente desde 2010.

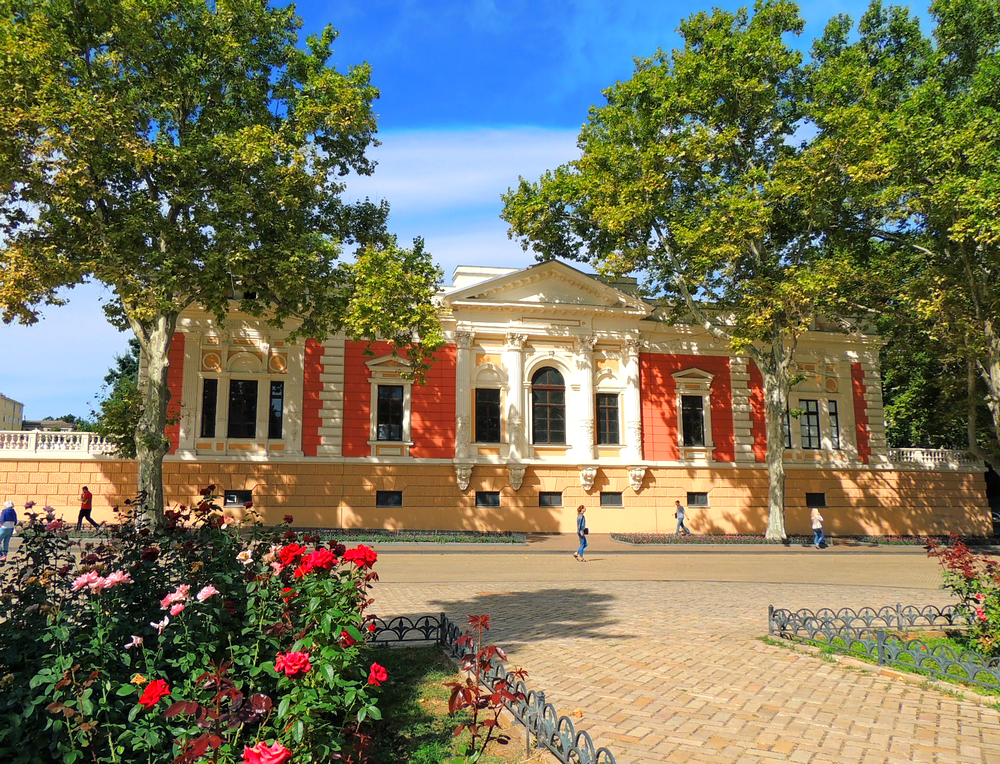
Museo de la Marina.
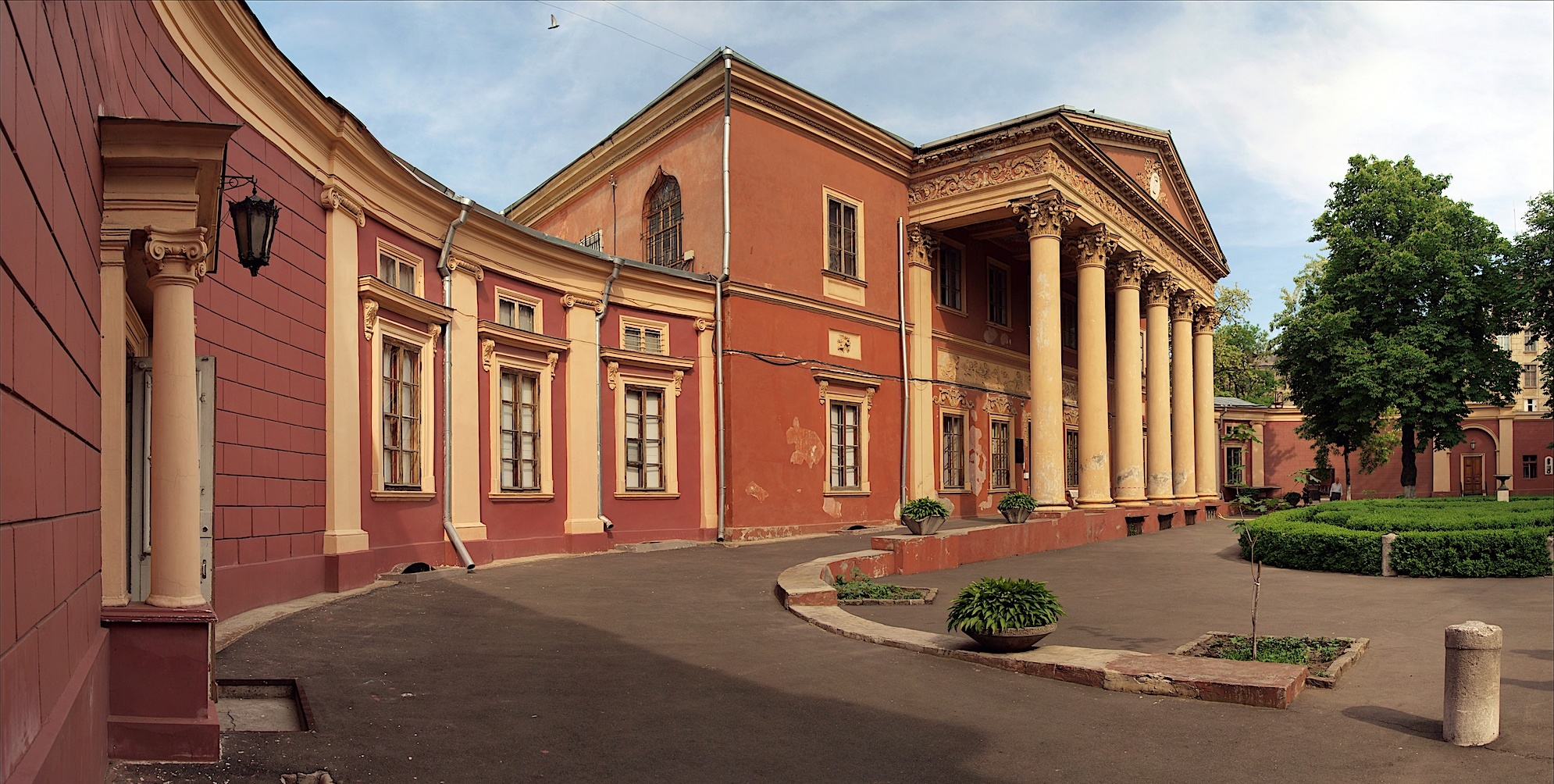
Museo de arte
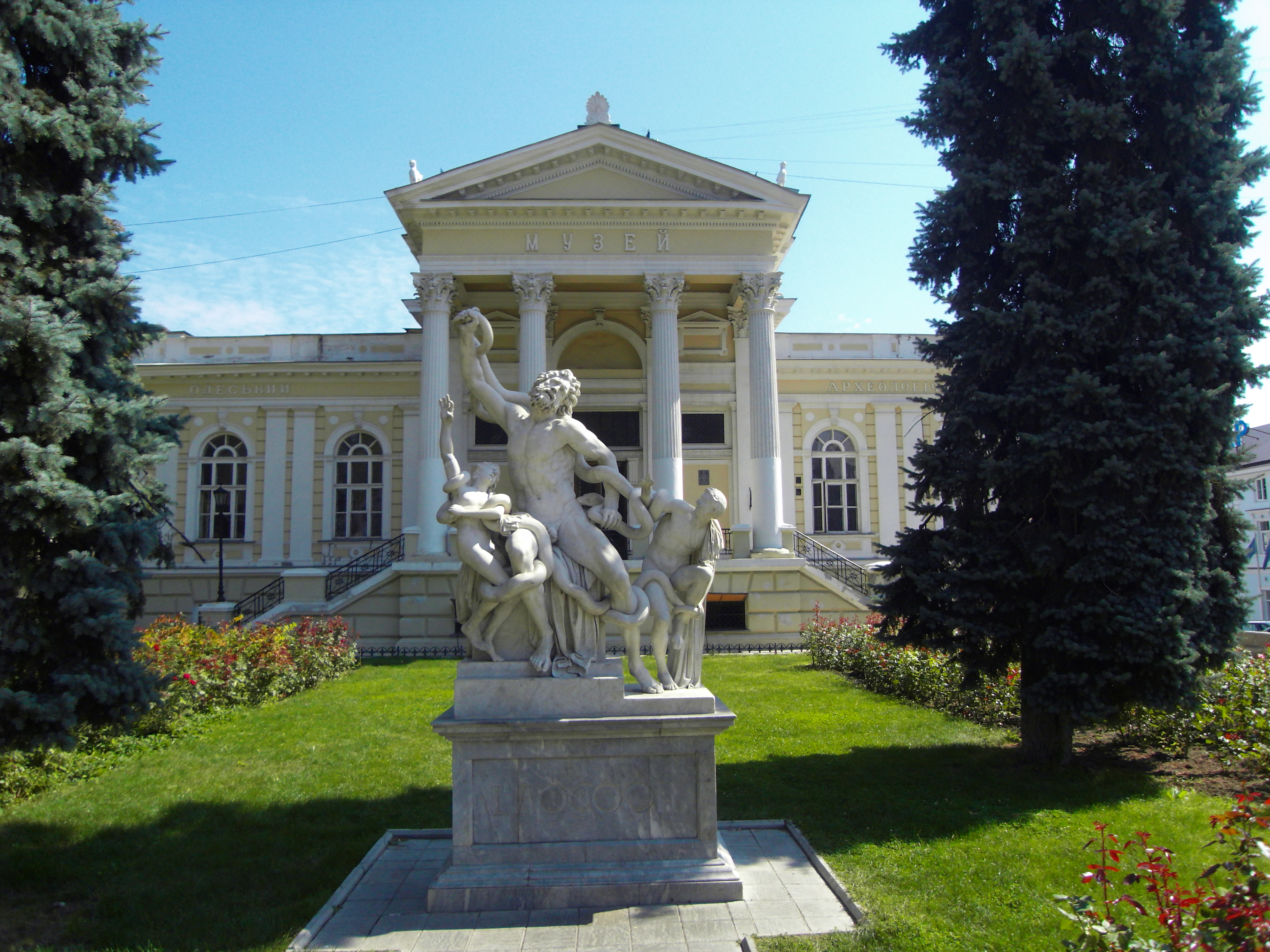
Museo arqueológico

Principales museos y galerías de Odesa
| Nombre                                                |
| ----------------------------------------------------- |
| Museo Arqueológico                                    |
| Museo Paleontológico de la UNO                        |
| Museo Petromineralógico de la UNO                     |
| Museo Zoológico de la UNO                             |
| Museo de Arte                                         |
| Museo del Arte Occidental y Oriental                  |
| Museo de la Marina                                    |
| Museo histórico de Odesa                              |
| Monumento conmemorativo a la defensa heroica de Odesa |
| Museo literario                                       |

### Literatura
En la ciudad nacieron importantes figuras para la literatura como Anna Ajmátova, Isaak Bábel, Yuri Olesha, Vera Ínber, Margarita Aliguer y Leone Ginzburg.
Uno de los escritores soviéticos más destacados, Valentín Katáyev, nació aquí y comenzó su carrera como escritor ya en la escuela secundaria. Katáyev se convirtió en un símbolo para jóvenes autores, que se convertirían en algunos de los escritores soviéticos más talentosos y populares de este período.
Estos autores y comediantes jugaron un gran papel en el establecimiento del «mito de Odesa» en la Unión Soviética [cita requerida]. El «discurso Odesita» se convirtió en un elemento básico del «judío soviético» representado en una multitud de chistes y actos de comedia, en los que un adherente judío actuaba como un disidente sabio, sutil y oportunista, siempre persiguiendo su propio bienestar, pero señalando inconscientemente los defectos y los absurdos del régimen soviético [cita requerida].
| Iván Frankó | Adam Mickiewicz | Aleksandr Pushkin | Mihai Eminescu | Mark Twain |
| ----------- | --------------- | ----------------- | -------------- | ---------- |
|             |                 |                   |                |            |

### Deportes
Odesa es uno de los centros más grandes del país en instrucción de deportistas. Las escuelas más destacadas son las de patinaje artístico, ajedrez, boxeo, halterofilia, deportes de tiro, fútbol, baloncesto, balonmano, alpinismo y vela. En la ciudad funcionan los estadios de «Tsentralny-Chernomórets (ChMP)», «Espártaco», «SKA», «Dinamo», el Palacio de Deportes y varias escuelas deportivas.
La ciudad es sede del club de fútbol FC Chernomórets Odesa, que hace de local en el estadio Tsentralny-Chernomórets.

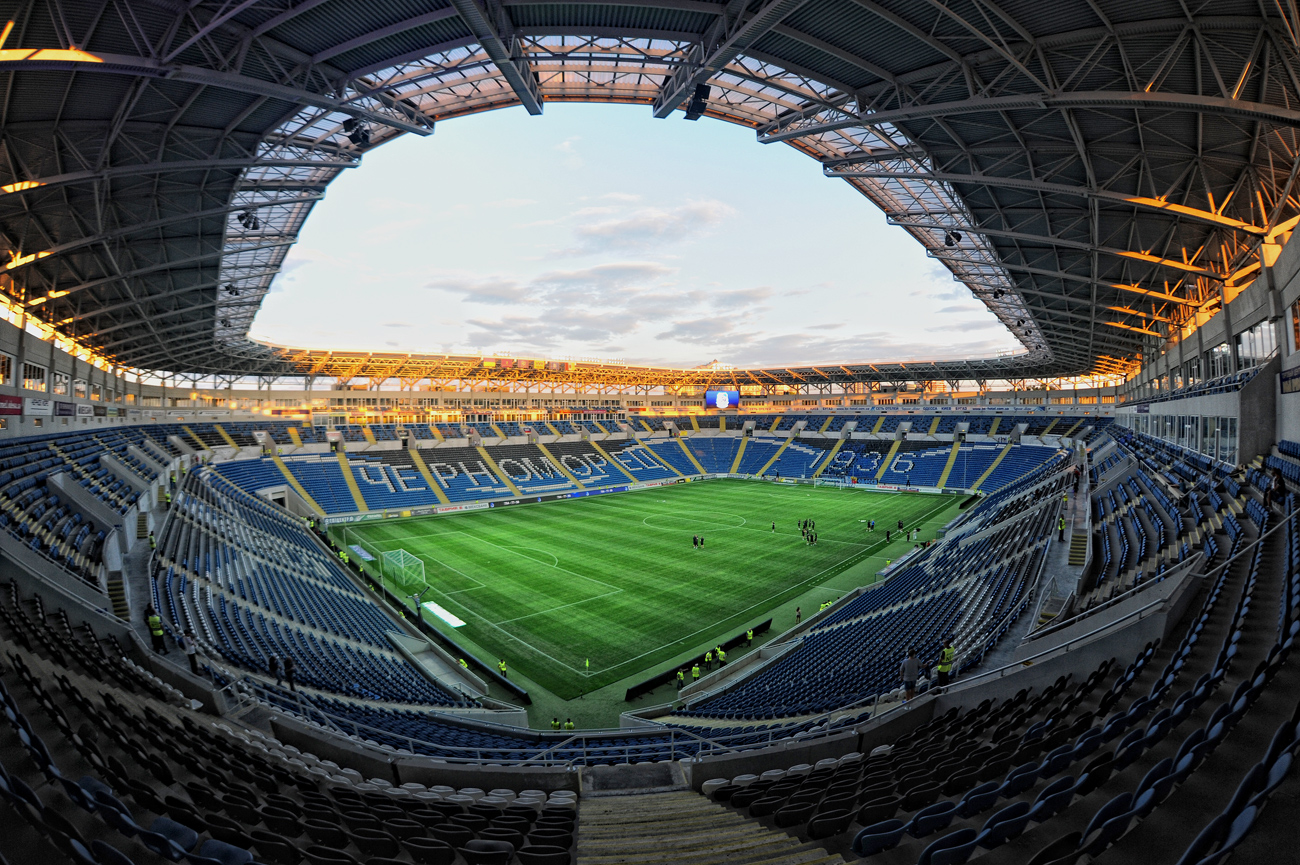
Interior del estadio Tsentralny-Chernomórets.
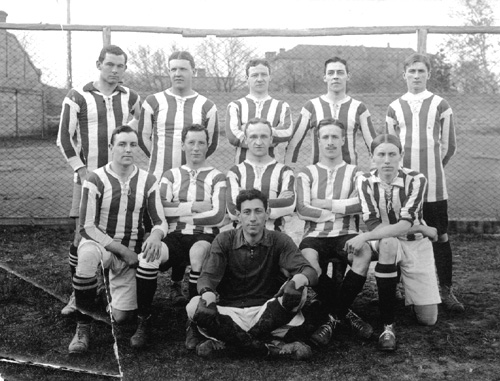
Club de fútbol OBAK, 1914

### Ciudades hermanas
- Valencia, España.
- Alejandría, Egipto.
- Baltimore, Maryland, Estados Unidos.
- Calcuta, Bengala Occidental, India.
- Chisináu, Moldavia.
- Constanza, Rumania.
- El Pireo, Ática, Grecia.
- Estambul, Región del Mármara Turquía.
- Ereván, Armenia.
- Gdansk, Voivodato de Pomerania Polonia.
- Génova, Liguria, Italia.
- Haifa, Israel.
- León, Guanajuato, México.
- Liverpool, Inglaterra, Gran Bretaña.
- Łódź, Polonia.
- Marsella, Provenza-Alpes-Costa Azul, Francia.
- Nicosia, Chipre.
- Oulu, Ostrobotnia del Norte, Finlandia.
- Qingdao, Shandong, China.
- Ratisbona, Baviera, Alemania.
- Rosh HaAyin, Israel.
- Split, Croacia Split-Dalmacia.
- Szeged, Dél-Alföld, Hungría.
- Van, Turquía.
- Vancouver, Columbia Británica, Canadá.
- Varna, Bulgaria.
- Yeda, La Meca, Arabia Saudita.
- Yokohama, Prefectura de Kanagawa, Japón.[37]

La ciudad de Odesa también tiene acuerdos de cooperación con otras ciudades:
- Brest
- Klaipeda
- Minsk
- Gdansk
- Lárnaca
- Marrakech
- Tallin
- Tiflis (Georgia)
- Ningbo
- Valparaíso
- Viena
- Varsovia